# Teppich von Bayeux
Der Teppich von Bayeux [baˈjø], gelegentlich auch Wandteppich von Bayeux oder Bildteppich der Königin Mathilda genannt, ist eine in der zweiten Hälfte des 11. Jahrhunderts entstandene Stickarbeit auf einem rund 52 Zentimeter hohen Tuchstreifen. Die in Bild und Text auf 68 Metern in 58 Einzelszenen dargestellte Eroberung Englands durch den Normannenherzog Wilhelm der Eroberer beginnt mit einem Zusammentreffen von Harald Godwinson, Earl of Wessex, mit dem englischen König Edward und endet mit der Schlacht bei Hastings am 14. Oktober 1066. Es fehlen die Schlussszenen, so dass die ursprüngliche Länge des Tuchstreifens unbekannt ist.
Wegen seiner Fülle an detaillierten Einzeldarstellungen, der durchdachten Ikonographie und der handwerklichen Qualität gilt der Teppich von Bayeux als eines der bemerkenswertesten Bilddenkmäler des Hochmittelalters. Die Details geben Aufschluss über viele Aspekte mittelalterlichen Lebens. So finden sich Einzelheiten zu Schiffen, Schiffbau und Seewesen, Tracht und Schmuck, Kampfweise und Ausrüstung normannischer und angelsächsischer Krieger, der königlichen Jagd, Reliquienwesen, Herrschaft und Repräsentation sowie Münz- und Geldwesen. Er zeigt auch die erste bekannte bildliche Darstellung des Kometen Halley, der um die Zeit der dargestellten Ereignisse den sonnennächsten Punkt erreichte. Das Bildwerk gehört in die romanische Stilphase. Es weist deutliche angelsächsische und skandinavische Züge auf und steht am Beginn der sogenannten anglo-normannischen Periode.
Der Teppich von Bayeux wird seit 1982 im eigens dafür errichteten Centre Guillaume le Conquérant in Bayeux in der Normandie (Frankreich) ausgestellt. Eine weitgehend originalgetreu gearbeitete Kopie aus der 2. Hälfte des 19. Jahrhunderts findet sich im Stadtmuseum von Reading. Seit 2007 gehört der Teppich zum UNESCO-Programm „Memory of the World“ (Weltdokumentenerbe).

## Ausführung

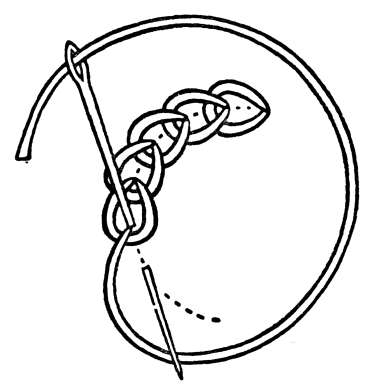
Kettenstich, einer der für Reparaturen auf dem Teppich von Bayeux verwendeten Stichtypen

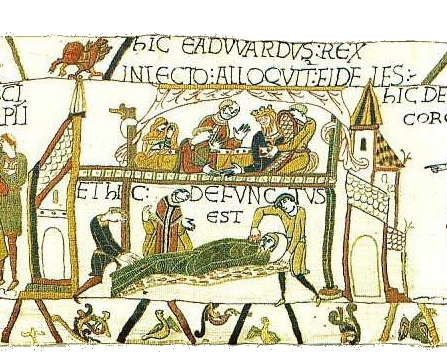
Szenische Darstellungen mit erläuterndem Text

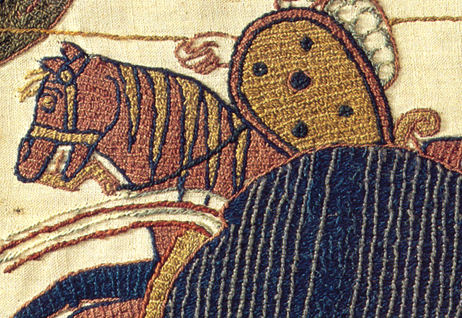
Details der Stickerei

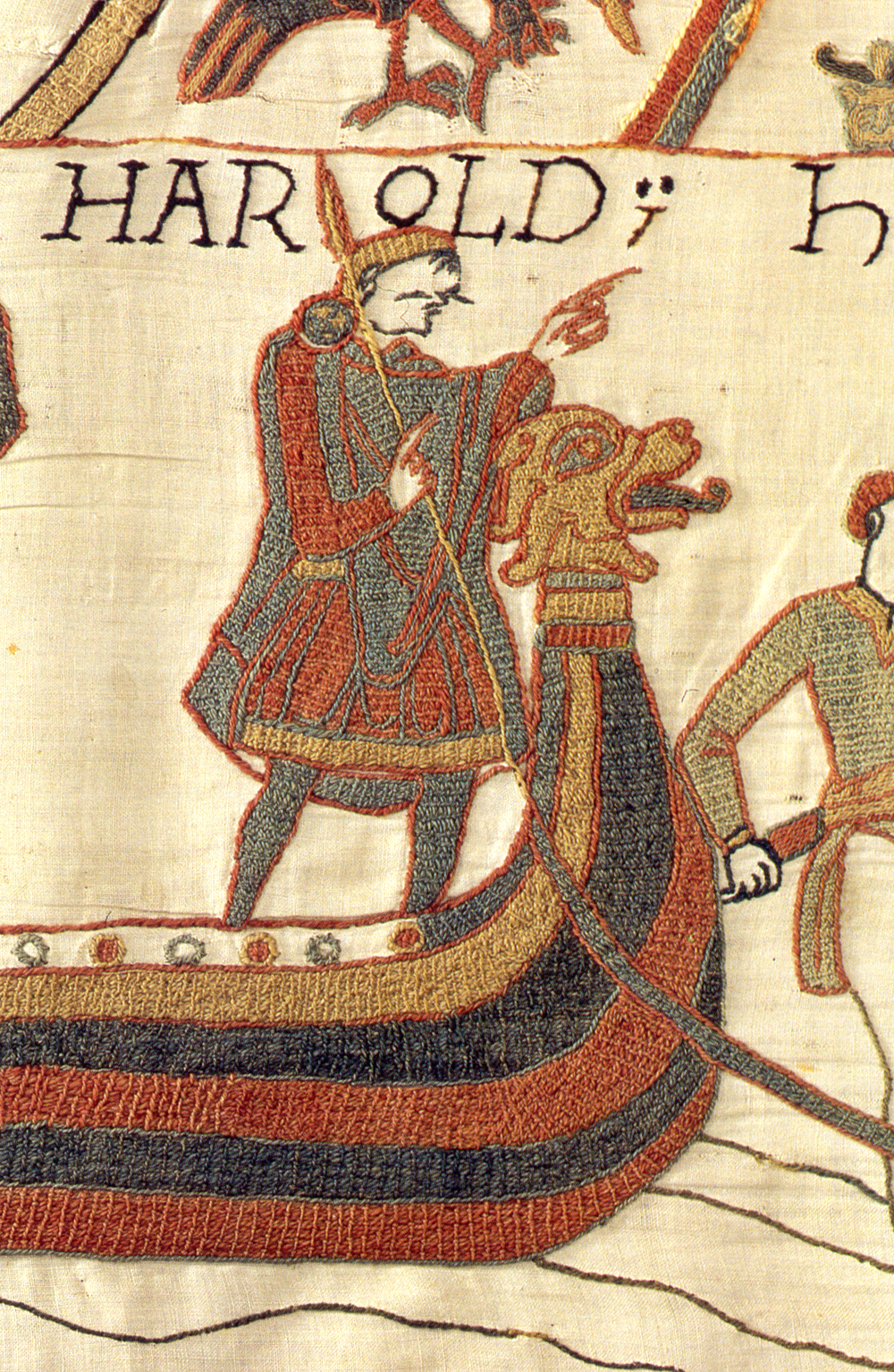
Detail der Stickerei

Der Teppich von Bayeux ist auf seiner Länge von 68,38 Metern zwischen 48 und 53 Zentimetern breit. Während die Anfangsszenen intakt sind, ist das Ende abgerissen. Ursprünglich maß der sogenannte Teppich wohl über 70 Meter und zeigte in der Schlussszene die Krönung Wilhelms. Mit Wolle und Leinen sind für diese Arbeit der Textilkunst alltägliche Materialien verwendet worden. Dies ist vermutlich ursächlich dafür, dass der Teppich von Bayeux die letzten neun Jahrhunderte überdauerte. Ein mit Goldfäden, Goldplättchen und Edelsteinen verziertes Werk wäre vermutlich von Plünderern im Verlauf der Zeit zerschnitten worden. Der Erhaltungszustand des Teppichs gilt als insgesamt gut, auch wenn er Wachsflecken, Risse und ähnliche Schäden aufweist. Zudem sind Spuren von Reparaturen und Rekonstruktionen an zahlreichen Stellen deutlich zu erkennen.
Auf den erhaltenen Szenen sind im Hauptfries und den Randborten insgesamt 623 Menschen, 202 Pferde, 55 Hunde, 505 andere Tiere, 27 Gebäude, 41 Schiffe und Boote sowie 49 Bäume abgebildet. Der Hauptfries wird von einem beschreibenden lateinischen Text begleitet, der fünfzehn einzelne Personen und acht Orte durch namentliche Nennung hervorhebt oder die Handlung erläutert. So lautet der Text der Szenen 27 und 28 beispielsweise: HIC EADWARDUS REX IN LECTO ALLOQVIT FIDELES („Hier spricht der im Bett liegende König Edward mit den Seinen“) und ET HIC DEFUNCTUS EST („Und hier ist er gestorben“). Der Text steht gelegentlich in unzureichend großen Zwischenräumen, und Wörter sind mitunter geteilt oder abgekürzt. Daher ging man davon aus, dass der Text erst in den Entwurf eingefügt wurde, nachdem die Figuren, die Details des Hintergrunds und die Randborten bereits entworfen waren. Auf Grund der Führung der Fäden weiß man jedoch nun, dass die Stickereien von Hauptfries, Randborte und Text zeitgleich ausgeführt wurden.

### Stickgrund
Bei der Arbeit handelt es sich nicht im eigentlichen Sinne um einen Teppich, da mit diesem Begriff eine Knüpf- oder Wirkarbeit assoziiert wird. Es ist vielmehr eine auf neun miteinander verbundenen Leinenbahnen ausgeführte Stickarbeit. Die einzelnen Leinenbahnen sind sehr sorgfältig miteinander vernäht, sodass die Nahtstellen kaum auffallen. Erst im 19. Jahrhundert wurde erkannt, dass der Teppich aus mehreren aneinandergefügten Bahnen besteht, bis 1983 ging man von acht Bahnen aus. Erst bei der Untersuchung und Reinigung im Winter 1982/83 entdeckte man eine weitere Nahtstelle. Die zwei längsten Bahnen messen fast vierzehn Meter, eine ungewöhnliche Länge für Webstoffe dieser Zeit. Die übrigen Bahnen sind zwischen sechs und acht Meter, die zwei letzten Bahnen sogar nur etwa drei Meter lang. Das Gewebe weist 18 oder 19 Kett- und Schussfäden pro Zentimeter auf und ist damit relativ fein. Die ursprüngliche Webbreite betrug etwa einen Meter und wurde vor dem Besticken längs in Streifen von rund 50 Zentimeter geteilt. Dies entspricht etwa der Breite, auf der eine Stickerin noch gut arbeiten kann. An der Nahtstelle zwischen der ersten und der zweiten Leinenbahn ist der bestickte obere Rand um wenige Millimeter verschoben. Zumindest an dieser Stelle wurden die Leinenbahnen also erst zusammengefügt, nachdem die Stickerei vollendet war.

### Garne und Stickerei
Für die Stickerei wurden mindestens 45 Kilogramm Wolle verarbeitet. Seit einer genaueren Untersuchung und Reinigung im Winter 1982/83 weiß man, dass die Arbeit mit zweifädigem Wollgarn in ursprünglich zehn verschiedenen Farben ausgeführt wurde und nicht, wie bis dahin angenommen, in acht. Als Hauptfarben dominieren Terrakotta-Rot, Blaugrün, Hellgrün, Gelbbraun und Graublau. Bei späteren Reparaturen und Rekonstruktionen sind auch andere Farben verwendet worden, darunter ein helleres Gelb und mehrere Grüntöne.
Zwischen den Farben der Teppichvorderseite und -rückseite besteht nur ein geringer Unterschied. Dass die Vorderseite nur geringfügig ausgeblichen ist, spricht für eine sorgfältige Färbung der Garne. Die synthetisch gefärbten Garne, die in der 2. Hälfte des 19. Jahrhunderts zur Reparatur verwendet wurden, sind heute teilweise stärker ausgeblichen als die ursprünglichen Garne. Die Garne waren vor dem Verspinnen der Fasern in der Wolle gefärbt worden. Verwendet wurden lediglich drei unterschiedliche pflanzliche Farbstoffe. Mit Färberresede erzielten die Färber die gelben und beigen Töne. Die grünen Töne erhielt man aus einer Mischung von Färberresede und Färberwaid. Reines Färberwaid ergab die blauen Farben, und mit Färberkrapp wurde die Wolle rot gefärbt.
Die Verwendung der Farben wirkt mitunter zufällig. So sind Pferde auch in Rot oder Blau gestickt. Eine plastische Wirkung der ansonsten unperspektivischen Szenen wurde erzielt, indem verschiedene Farben für die äußere und die innere Seite von Beinpaaren verwendet wurden. Auf die Darstellung von Fleischtönen wurde verzichtet; Gesichter, Hände oder nackte Körper sind nur durch Umrisslinien wiedergegeben.
Verwendet wurden ursprünglich drei verschiedene Stichtypen: Flächen sind überwiegend im sogenannten Bayeux-Stich ausgeführt, für die Konturen und die Inschriften wurde der Stielstich verwendet. An einigen Stellen findet man außerdem Spaltstiche. Kettenstiche sind nur an den Stellen des Teppichs zu sehen, die im Laufe der Jahre repariert wurden.

### Entwurf und Umsetzung
Es gibt keine zeitgenössischen Quellen, die beschreiben, wie der Teppich von Bayeux entstand. Hinweise geben jedoch die Art der Ausführung und Quellen, die die Herstellung vergleichbarer Arbeiten beschreiben.
Vermutet wird, dass der Entwurf des Hauptfrieses von einem Künstler stammt, der von der Schlacht direkte Kenntnisse hatte. Dafür sprechen die Einheitlichkeit der Darstellung, die detaillierte Wiedergabe von militärischen Waffen und die realistischen Schlachtszenen. Am Entwurf des Begleittextes waren vermutlich mehrere Personen beteiligt. Darauf weist die unterschiedliche Schreibweise von Namen hin. So werden für den Namen Wilhelm beispielsweise die Schreibweisen Willem, Willelm oder Wilgelm verwendet. Entworfen wurde der Teppich wahrscheinlich zunächst in kleinerem Maßstab. Der Entwurf wurde dann dem Auftraggeber vorgelegt und nach seiner Zustimmung in dem Maßstab gezeichnet, der der Stickarbeit entsprach. Um Materialkosten zu sparen, war es üblich, die zu verwendenden Farben den Stickern nur durch Kürzel vorzugeben. Spuren einer Vorzeichnung oder Hilfslinien finden sich auf den Leinenbahnen nicht. Solche Vorzeichnungen, bei denen Holzkohle und Tinte verwendet wurde, waren jedoch üblich. Zum Besticken wurden die Leinenbahnen auf Holzrahmen festgezurrt, die wiederum auf Böcken auflagen. Die Sticker arbeiteten in der Regel so, dass sich eine Hand oberhalb und die andere unterhalb der Leinenbahn befand.

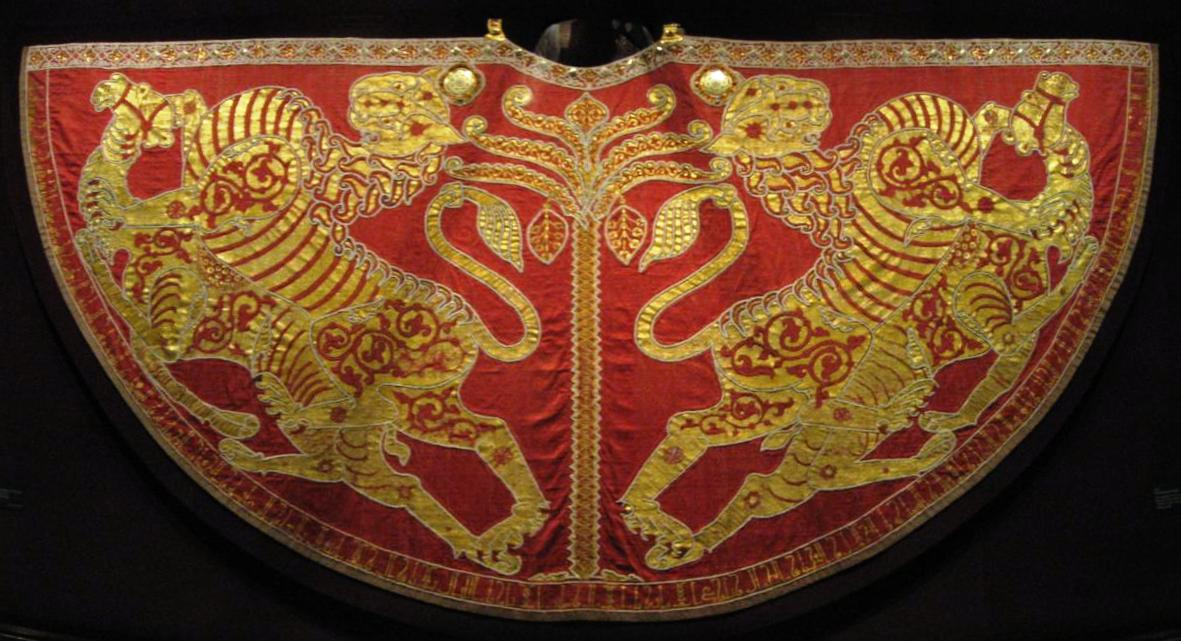
Krönungsmantel, königliche Hofwerkstatt, Palermo 1133/34, in arabisch-normannischem Stil ausgeführte Gold- und Seidenstickerei

Werkstätten, die mit solchen Stickarbeiten beauftragt wurden, fertigten normalerweise Liturgische Gewänder oder prunkvolle Altardecken, die von ihren Auftraggebern Kirchen oder Klöstern gestiftet wurden. Zu den typischen Arbeiten zählten außerdem repräsentative Gewänder wie der zu den Reichskleinodien zählende Krönungsmantel, der wenige Jahrzehnte nach dem Teppich von Bayeux entstand. Die Werkstätten beschäftigten häufig eine sehr große Anzahl an Personen. An der Ausführung von drei Prunkdecken, die für den ersten offiziellen Auftritt der englischen Königin Philippa nach der Geburt des Thronerbens im Jahre 1330 in Auftrag gegeben wurden, arbeiteten 70 Sticker und 42 Stickerinnen. Der Auftraggeber stellte die Materialien und zahlte die Ausführenden nach Tagessätzen. Die ältesten bekannten Zunftvorschriften, die die Arbeit in solchen Werkstätten regelt, sind die für die Pariser Stickergilde aus dem Jahre 1303. Die Vorschriften legten unter anderem fest, dass die Sticker nur bei Tageslicht arbeiteten.
Individuelle Unterschiede in der Stickweise wurden vor allem deutlich, als man 1983 die Rückseite des Teppichs genauer untersuchen konnte. Einige der Sticker führten ihre Stiche so aus, dass wenig Fadenlänge auf der Rückseite verbraucht wurde. Sie arbeiteten zuvor wahrscheinlich an Aufträgen, bei denen wertvolle Goldfäden verwendet wurden. Bei anderen Stickern ist die Stickweise deutlich weniger ökonomisch. Ein Arbeitsfehler an der Nahtstelle zwischen Szene 13 und Szene 14 ist weiterer Beleg dafür, dass der Teppich von Bayeux von mehreren Personen ausgeführt wurde. An dieser Stelle passen nicht nur die Breiten der oberen Randborte nicht zueinander. Auf der linken Seite sind die einzelnen Tierdarstellungen der Randborte jeweils durch schräg laufende Balken voneinander getrennt. Rechts davon sind zwischen den Balken jeweils Tierpaare dargestellt. Noch auffälliger ist, dass an dieser Übergangsstelle einer dieser Schrägbalken fehlt und sich plötzlich drei Tierdarstellungen zwischen zwei Schrägbalken finden. Der Fehler wiederholt sich an den anderen Nahtstellen nicht. Deutliche Unterschiede finden sich auch in der Ausführung der stilisierten Zweige, die die Schrägbalken begleiten. Die Kunsthistorikerin Carola Hicks unterstellt, dass der Entwurf diese nicht vorgab, sondern es den einzelnen Stickern überlassen war, wie sie diese ausführen wollten.

## Entstehungsort
Nach Ansicht vieler Wissenschaftler dürfte der Bildteppich vor 1082 in Südengland angefertigt worden sein. Dafür gibt es mehrere Hinweise. Die kombinierte Darstellung von Bildern mit Text ist im ausgehenden 11. Jahrhundert im angelsächsischen, flandrischen und nordfranzösischen Raum häufig belegt, aus normannischer Herkunft vor 1066 aber nicht bekannt. Eine Reihe von Details einzelner Szenen sind von angelsächsischen Handschriften aus dem 10. und 11. Jahrhundert inspiriert. Beispielsweise gibt es bildliche Parallelen in den Darstellungen des Abendmahls auf dem Teppich zu der Darstellung des Abendmahls im Gospel Book of St. Augustine, das sich zur Herstellungszeit in der Abtei St. Augustinus in Canterbury befand. Der Entwerfer des Teppichs nutzt außerdem Stilmittel wie „zeigende Finger“, „gebeugte Schultern“, „gestikulierende Figuren“, die an die Darstellungen des Utrechter Psalters angelehnt sind und in Südengland, insbesondere in Canterbury, im 11. Jahrhundert prominent waren. In Canterbury, der Hauptstadt von Kent, gab es außerdem eine angesehene Schule für dekorative Stickerei. In den lateinischen Inschriften, die die Szenen begleiten, finden sich außerdem orthographische Formen von Eigennamen, die entweder nicht der französischen Schreibweise oder direkt der englischen entsprechen.
Kunsthistoriker, die von dieser Konsensmeinung abweichen, vermuten einen französischen Entstehungsort. Auf Grund von Ähnlichkeiten zwischen französischen Kunstwerken aus dieser Zeit und dem Teppich von Bayeux hält der Kunsthistoriker Wolfgang Grape es für möglich, dass dieses Werk der Textilkunst in der Umgebung von Bayeux entstand. Der Kunsthistoriker George Beech vermutet die Abtei Saint-Forent in der Nähe der französischen Stadt Saumur als Entstehungsort.

## Stil
Der Teppich von Bayeux zeigt unter anderem wikingerzeitliche ornamentale Kunststile. Charakteristika dieser Stile sind zum Beispiel am Blattwerk des ersten gestickten Baumes (Szene 3), den Drachenköpfen auf den Steven der Langschiffe (Szene 5 und Szene 38) sowie dem Portikus der Szene 15 zu finden. Diese werden drei wikingerzeitlichen Stilrichtungen zugeordnet, nämlich dem Mammen-, Ringerike- und Urnes-Stil, die sich ab dem Ende des 10. Jahrhunderts aus älteren wikingerzeitlichen Tierstilen unter kontinental-ottonischem und spätangelsächsischem Einfluss entwickelten. Die symmetrischen Tierdarstellungen in den Randborten sind durch angelsächsische Manuskripte sowie importierte Seidenstoffe aus Byzanz und Persien beeinflusst. Der Einfluss der Darstellungen auf diesen Seiden ist vermutlich eher indirekt, da sie bereits in ottonischen Skriptorien kopiert wurden. Die Bandbreite an dargestellten Tieren und ihre Darstellungsweise folgt jedoch sehr weitgehend dieser künstlerischen Tradition und hebt sich damit deutlich von der Erzählung im Hauptfries ab.

## Geschichtlicher Hintergrund der dargestellten Ereignisse

### Die Anwärter auf den englischen Thron

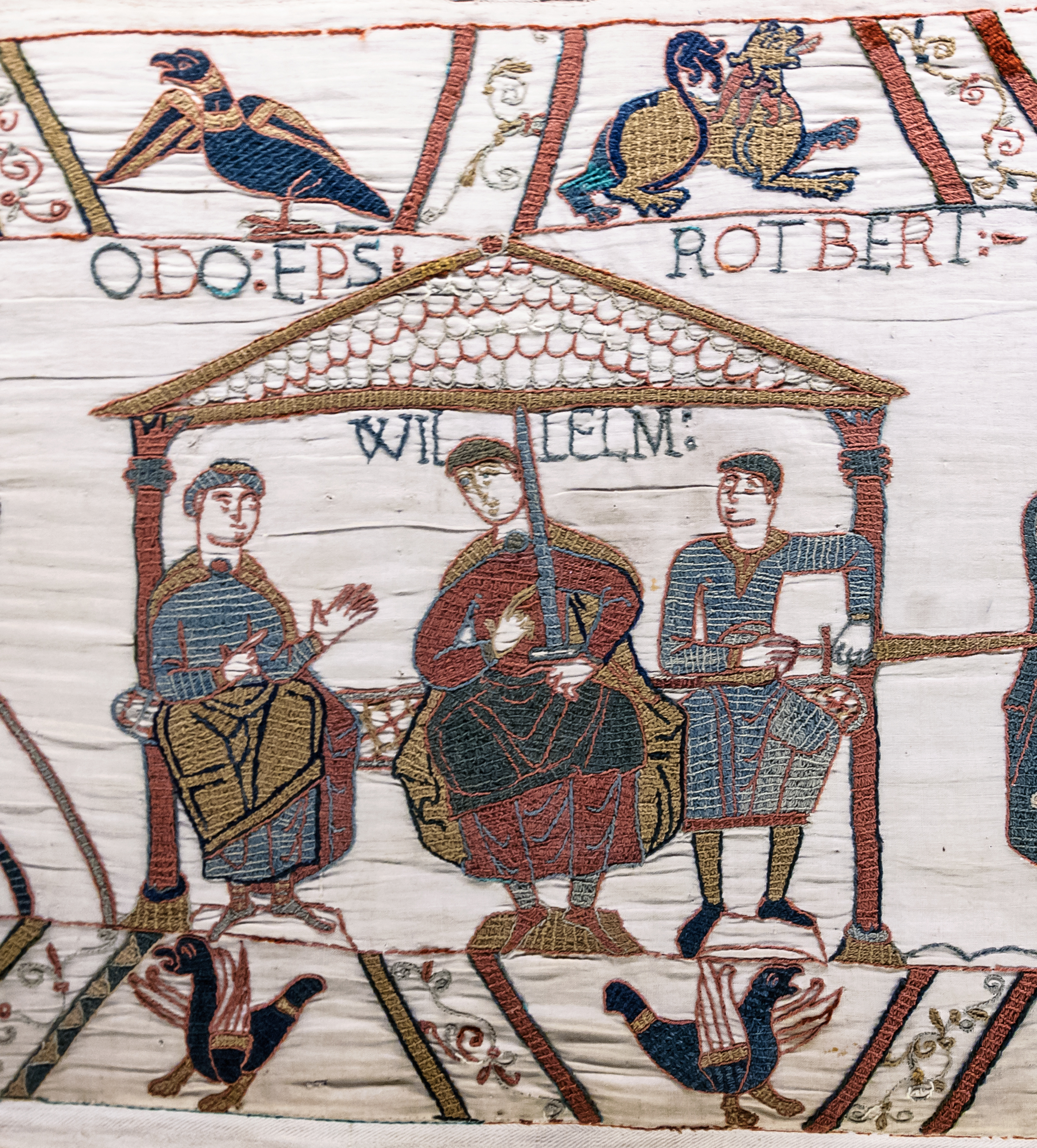
Wilhelm der Eroberer auf dem Teppich von Bayeux, links und rechts seine Halbbrüder Odo von Bayeux und Robert

Der Teppich von Bayeux thematisiert im Hauptfries einen Teil des Machtkampfs um den englischen Thron in der zweiten Hälfte des 11. Jahrhunderts. Der von den Normannen erhobene Anspruch auf diesen Thron leitet sich ab aus der 1002 geschlossenen Ehe zwischen dem angelsächsischen König Æthelred II. mit Emma von der Normandie, einer Tochter des normannischen Herzogs Richards I. Nach Æthelreds Tod heiratete Emma Knut den Großen, der nach der Schlacht von Assandun ein Nordseereich aus Dänemark, England und Norwegen errichtete. Von 1016 bis 1042 wurden England und Dänemark von Angehörigen des dänischen Königshauses in Personalunion regiert. Nachdem König Hardiknut, ein Sohn von Emma und Knut dem Großen, 1042 kinderlos gestorben war, wurde sein älterer Halbbruder Eduard der Bekenner, ein Sohn Emmas aus der Ehe mit Æthelred, zum englischen König proklamiert. Damit herrschte erstmals seit 1016 wieder ein Nachkomme des angelsächsischen Königshauses über England. Eduard heiratete Edith von Wessex, eine Tochter von Jarl Godwins und Angehörige einer der einflussreichsten angelsächsischen Familien Englands. Die Ehe blieb kinderlos, so dass kein direkter Thronerbe vorhanden war, als Eduard am 5. Januar 1066 starb.
In diesem Machtvakuum traten vier Bewerber um den englischen Thron auf: Die ersten zwei waren Harald III. von Norwegen, der seine Ansprüche als Nachfolger Knuts des Großen erhob, sowie der Normannenherzog Wilhelm II., dessen Erbansprüche über seine Großtante Emma von der Normandie liefen. Der dritte Anwärter war der minderjährige Stiefneffe Eduards, Edgar Ætheling. Der 1051 geborene Edgar Ætheling war nach heutiger Auffassung der legitimste Anwärter auf den englischen Thron. Allerdings war im 11. Jahrhundert die Primogenitur nicht zwingend der normale Weg der Nachfolge. Ein Mann königlicher Abkunft konnte vom regierenden König zum Nachfolger bestimmt oder vom Witan auf den Thron gewählt werden, wenn der eigentlich Erbberechtigte zu jung oder zu schwach war. Der vierte Anwärter, der angelsächsische Earl und Schwager des verstorbenen Königs Harald Godwinson, der bereits zu Lebzeiten Eduards dem König an Macht und Reichtum gleichgestellt war, wurde auf diese Weise nach Eduards Tod zum englischen König gewählt.

### Die Schlacht von Hastings
König Harald III. von Norwegen fiel im September 1066 in Nordengland ein, um seinen Anspruch auf den englischen Thron durchzusetzen. Er wurde am 25. September in der Schlacht von Stamford Bridge von einem angelsächsischen Heer unter Führung von Harald Godwinson vernichtend geschlagen.
Der normannische Herzog Wilhelm hatte mit Segen von Papst Alexander II. zeitgleich ebenfalls eine Invasionsflotte zur Durchsetzung seiner Ansprüche rekrutiert. Ungünstige Wetterverhältnisse verhinderten jedoch für mehrere Wochen ein Übersetzen über den Kanal, so dass Herzog Wilhelm mit seinen Truppen erst am 28. September 1066 die englischen Südküste bei Pevensey in Sussex erreichte. Die Entscheidungsschlacht zwischen dem normannischen und dem angelsächsischen Heer, die sogenannte Schlacht bei Hastings, fand am 14. Oktober statt. Die Kämpfe blieben lange unentschieden, bis Harald Godwinson am Abend einem normannischen Reiterangriff zum Opfer fiel. Die angelsächsischen Truppen flohen daraufhin vom Schlachtfeld. Der Normannenherzog Wilhelm wurde an Weihnachten 1066 zum englischen König gekrönt.

## Darstellung der historischen Ereignisse auf dem Teppich von Bayeux

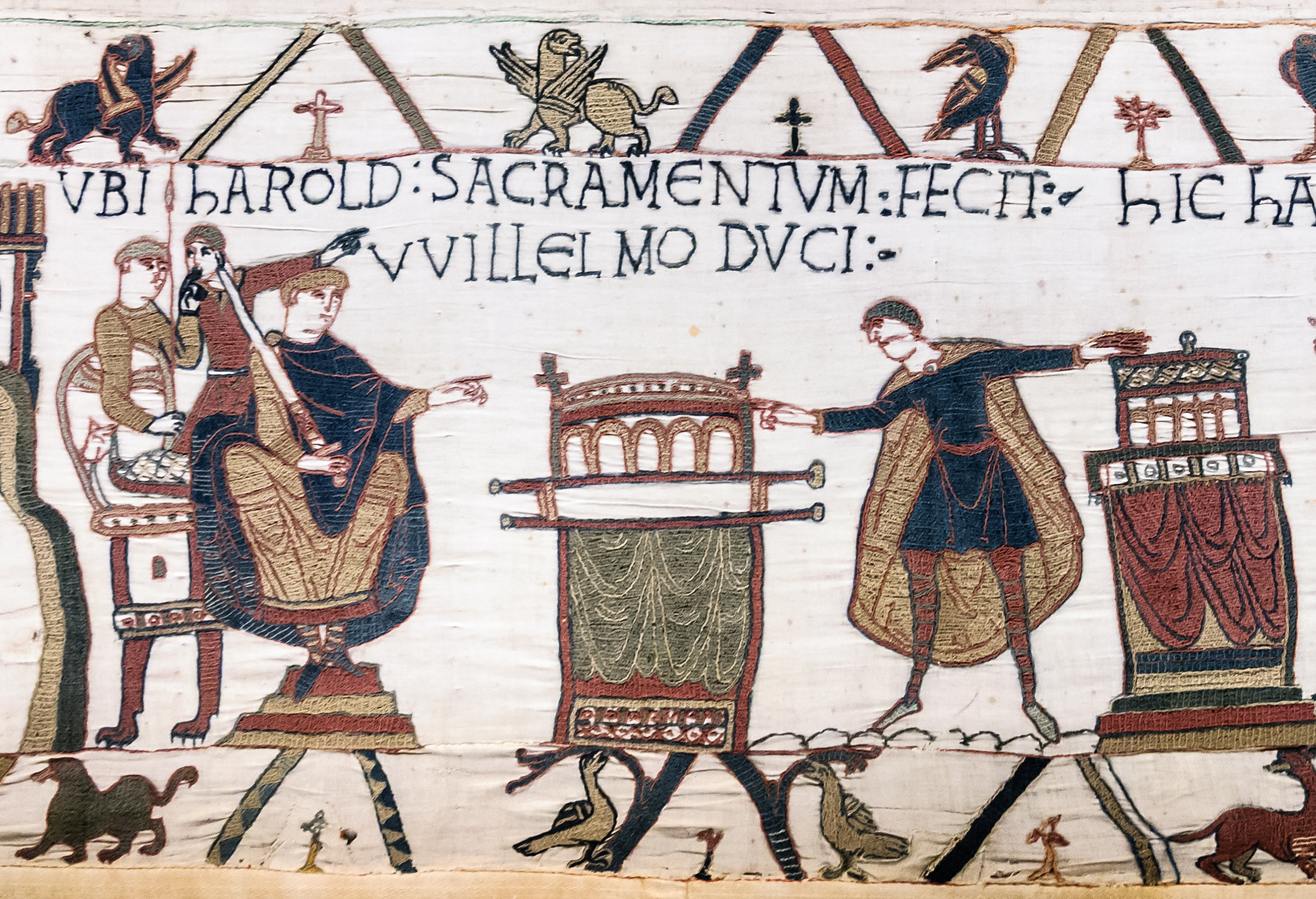
Szene 23: Harald Godwinson schwört auf zwei Reliquienschreine

Die englischen Hauptpersonen auf dem Teppich von Bayeux sind der alternde König Edward und sein Schwager Harald Godwinson, der Jarl von Wessex. „Jarl“ ist eine altgermanische Rangbezeichnung, im Englischen wird sie mit Earl (dt. Graf) gleichgesetzt. Auf dem Teppich wird für Harald Godwinson allerdings der Titel „dux“ (Herzog) verwendet. Die Hauptpersonen auf der normannischen Seite sind Wilhelm, der Herzog der Normandie und spätere englische König, sowie sein Halbbruder Odo von Bayeux.
Der Teppich von Bayeux beschränkt sich nur auf die Darstellung des Machtkampfes zwischen Harald Godwinson und Wilhelm, schildert in diesem Zusammenhang allerdings auch einige Begebenheiten, die heute entweder unverständlich sind oder im Vergleich zu den Hauptereignissen unwesentlich erscheinen.
Traditionell wird der Teppich von Bayeux als ein Werk verstanden, das die Eroberung Englands durch die Normannen rechtfertigt. Bereits im 19. Jahrhundert wiesen jedoch Personen, die sich intensiv mit dem Teppich von Bayeux auseinandersetzten, auf die auffallend neutrale Darstellung der Ereignisse auf diesem Bildwerk hin. Diese neutrale Darstellung erlaubt eine Interpretation der Darstellung aus normannischer und angelsächsischer Sicht.

### Der Teppich von Bayeux als Rechtfertigung des normannischen Feldzuges

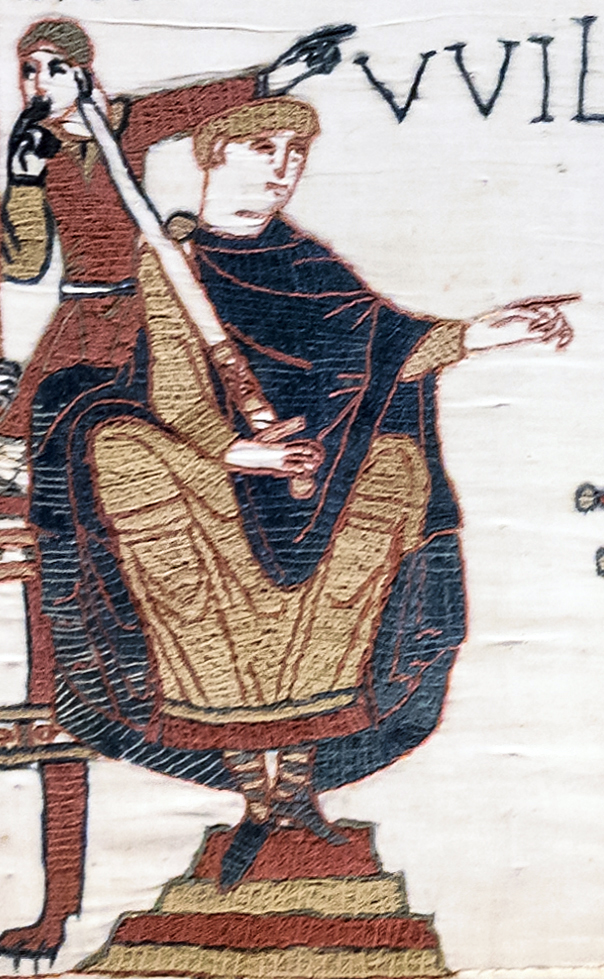
Linker Teil der Meineidszene 23: Wilhelm weist auf den schwörenden Harald Godwinson

Aus normannischer Sicht ist wesentlich, dass Harald Godwinson zu Unrecht den englischen Thron bestieg. Die Eingangsszene wird deshalb traditionell so interpretiert, dass König Edward seinen Schwager Harald Godwinson beauftragt, Wilhelm darüber zu unterrichten, dass er der englische Thronfolger ist. Diese Sichtweise wird durch die Gesta Guillelmi Ducis gestützt, die zwischen 1071 und 1077 von dem normannischen Hofkaplan Wilhelm von Poitiers verfasst wurde. Sie ist bis heute eine der wesentlichen Quellen über das Leben Wilhelm des Eroberers, kann aber nicht als objektive Geschichtsschreibung betrachtet werden.
Auf der Reise in die Normandie verschlägt es Harald Godwinson an die Küste der französischen Grafschaft Ponthieu, wo ihn Guido von Ponthieu gefangen nimmt. Wilhelm kauft ihn frei, und nach dem gemeinsamen Feldzug in die Normandie macht er Harald Godwinson durch das Überreichen von Waffen zu seinem Vasallen.
Ein für die normannische Sichtweise wesentliches Element ist Harald Godwinsons Meineid. Mit dem Schwur erkannte Harald seine Vasallentreue gegenüber Wilhelm an. Der Schwur folgte einer festgelegten Zeremonie, bei der der Vasall eine Formel sprach, in der er den Lehnsgeber als seinen Herrn anerkannte. Stehend schwor er dann entweder auf die Heilige Schrift oder auf Reliquien seine Treue. Der Teppich von Bayeux zeigt in Szene 23 nur den wichtigsten Teil der Zeremonie. Die Szene zeigt links den thronenden Wilhelm, der auf den schwörenden Harald weist. Harald steht zwischen zwei Reliquienschreinen und hat zur Eidablegung die Hände auf beide Schreine gelegt. Haralds rechte Hand, die für Wilhelm sichtbar ist, zeigt den sogenannten horizontalen benedicto gestus, die bei Eidablegung erforderliche Handhaltung. Bei diesem Segensgestus sind Daumen, Zeige- und Mittelfinger ausgestreckt, die beiden anderen Finger sind zurückgebogen. Haralds linke, von Wilhelm abgewandte Hand liegt dagegen formlos auf dem Reliquienschrein auf. Harald begeht damit Meineid. Als Harald 1066 den englischen Thron besteigt, bricht er damit anscheinend seinen Vasalleneid.
Mehrere weitere Details des Teppichs scheinen Haralds unrechtmäßige Thronbesteigung zu unterstreichen. In Szene 31 steht neben dem gekrönten Harald Erzbischof Stigand, womit angedeutet wird, Stigand hätte Harald gekrönt. Stigand hatte in England großen Einfluss und hatte 1052 einen Frieden zwischen König Edward und Godwin von Wessex vermittelt. Im gleichen Jahr wurde der Erzbischof von Canterbury, Robert von Jumièges, geächtet und Stigand sein Nachfolger. Papst Leo IX. und seine beiden Nachfolger sahen allerdings in Robert den rechtmäßigen Erzbischof und verweigerten Stigand die Anerkennung. Erst 1058 erhielt er von Gegenpapst Benedikt X. das Pallium, jedoch wurde dieser im Jahr darauf selbst abgesetzt und exkommuniziert. Eine Krönung durch Stigand, von der mehrere normannische Geschichtsschreiber berichten, wäre damit eine unrechtmäßige Krönung gewesen.
Auch die Darstellung von Haralds Tod wird in jüngeren Interpretationen so gedeutet, dass sie die normannische Leseweise stützt: Symbolisiert durch den Pfeil, der ihn im Auge trifft, bestraft Gott Harald für seinen Meineid und Thronraub. Dann wird er von einem normannischen Reiter erschlagen und erleidet den Tod.

### Die angelsächsische Leseweise des Teppichs

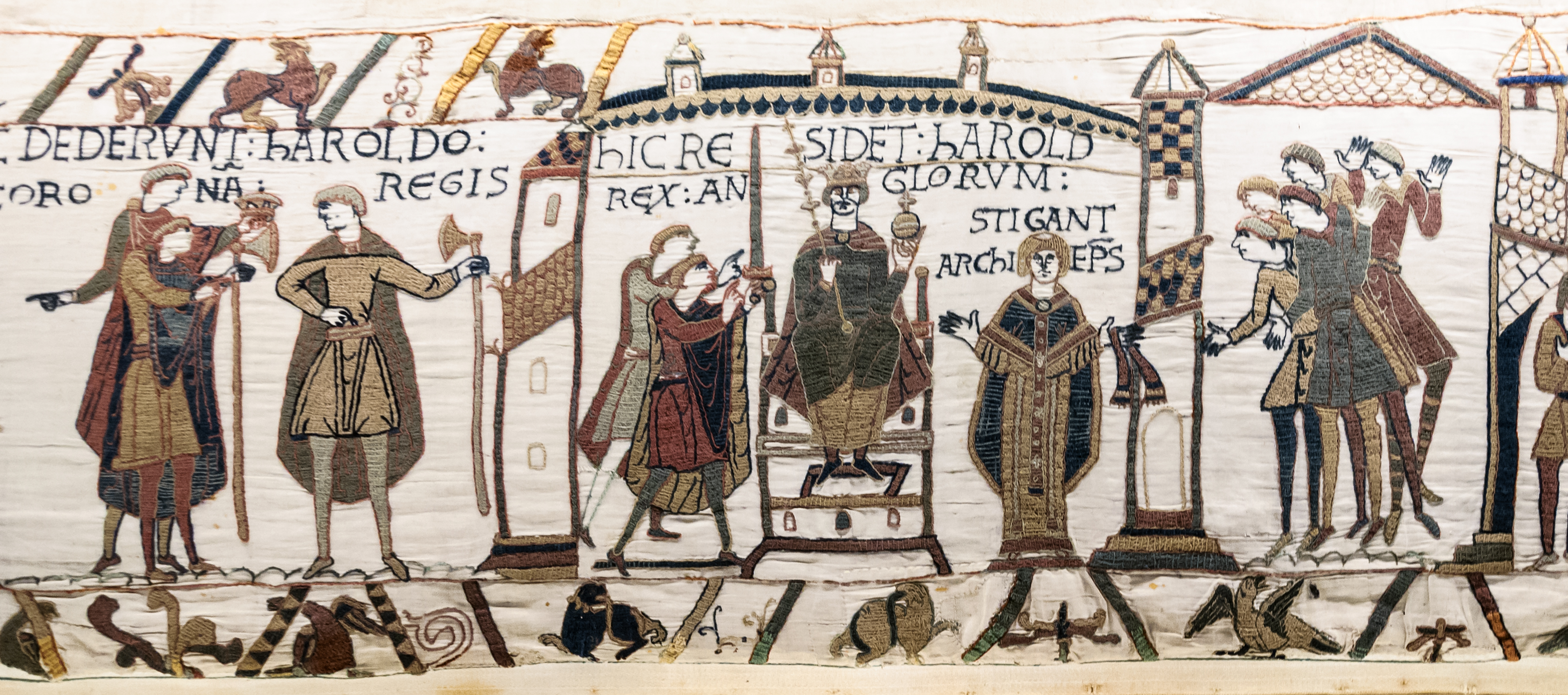
Der gekrönte Harald

Die Eingangsszene, in der nach traditioneller Lesart König Edward seinen Schwager damit beauftragt, Wilhelm die Thronnachfolge zu bestätigen, lässt sich aus angelsächsischer Sichtweise auch anders interpretieren:
Es ist zwar wahrscheinlich, dass Edward 1051 Wilhelm die Thronnachfolge in Aussicht stellte; das geschah jedoch in dem kurzen Zeitraum, in dem es Edward gelungen war, die Godwin-Familie zu entmachten und noch nicht klar war, dass es mit Eduard Ætheling einen Thronanwärter aus der angelsächsischen Königsfamilie gab. In den frühen 1060er Jahren stellte sich die Situation jedoch gänzlich anders dar. Edgar Ætheling, der Sohn von Eduard Ætheling, lebte am englischen Hof auf, und die Godwin-Familie hatte ihren alten Einfluss wiedergewonnen. Sofern Harald Godwinsons Ambitionen nicht direkt auf den englischen Thron abzielten, so war es doch wahrscheinlich, dass er für den minderjährigen Edgar Ætheling die Regentschaft ausüben würde. Aus dieser Sicht ist es nicht plausibel, dass König Edward seinen Schwager Harald damit beauftragte, Wilhelm von der Thronnachfolge zu unterrichten. Ziel der Überfahrt über den Kanal ist nach dieser Lesart der Versuch Haralds, seinen Bruder Wulfnoth und seinen Neffen Hakon aus normannischer Geiselhaft zu befreien. Diese waren vermutlich 1052, als König Edward Wilhelm die Krone Englands versprach, als Geiseln an den Herzog übergeben worden. Der englische Chronist Wilhelm von Malmesbury, der zu Beginn des 12. Jahrhunderts schrieb, behaupte sogar, dass es Harald während eines Angelausflugs an die französische Küste verschlagen hätte. Die Eidszene nach dem bretonischen Feldzug deutet auch an, dass Harald Godwinson den Eid unter Zwang ablegt. Wenn Herzog Wilhelm der von König Edward gewünschte Thronfolger war, dann besteht für die reuige Haltung von Harald Godwinson in der zweiten Begegnung mit König Edward wenig Anlass. Sie ist erklärlicher, wenn Harald einen Vasalleneid gegenüber Wilhelm leistete, obwohl er wusste, dass König Edward ihn als Nachfolger wünschte. Dass Harald der gewählte Nachfolger war, deutet auch die Sterbeszene König Edwards und die nachfolgende Szene an, in der Harald die Krone angetragen wird. Die Sterbeszene ist mit den Worten „Hier spricht König Edward mit seinen Getreuen“ überschrieben, und die Dargestellten können so interpretiert werden, dass sich auch Harald unter ihnen befand. Dass er nicht machthungrig nach der Krone greift, zeigt die nächste Geste. Der Mann, der sie ihm anbietet, zeigt mit einer Hand auf den sterbenden Edward. Harald dagegen ist so dargestellt, als zögere er, die Krone anzunehmen.
Auffällig ist die positive Darstellung von Harald Godwinson an mehreren weiteren Stellen des Teppichs. Der Titel Dux Anglorum (Herzog der Engländer), der ihm in den ersten Szenen des Bildteppichs beigegeben ist, unterstreicht seine hohe Stellung in England. In Szene 17 rettet er mutig zwei Normannen, die vor Mont-Saint-Michel in Treibsand geraten waren. Später wird Harald Godwinson an den passenden Stellen als Rex (König) bezeichnet, und er stirbt schließlich einen heldenhaften Tod.

## Die Einzelszenen des Hauptfrieses

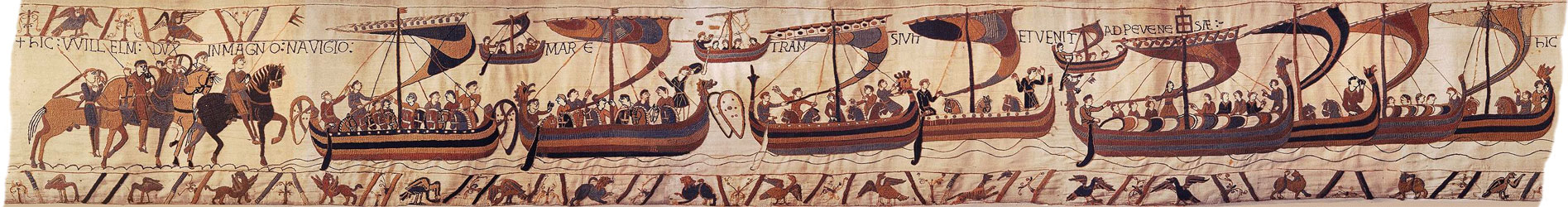
Szene 38:Wilhelms Flotte überquert den Kanal

Die Handlung wird in einem etwa 32 Zentimeter hohen Hauptfries erzählt. Die Leserichtung dieses Frieses ist grundsätzlich in der üblichen Leserichtung von links nach rechts. Bei zwei Ereignissen ist die Leserichtung jedoch bewusst umgekehrt. Die Auslieferung Harald Godwinson an Wilhelm durch Graf Wido wird in der Szenenreihenfolge 12, 11, 10 und 13 erzählt. Der Tod von König Edward und seine Beerdigung werden in den Szenen 27, 28 und 26 berichtet. Szenenwechsel sind durch die Darstellung von Bäumen, Türmen oder den Wechsel zwischen Land und Wasser markiert. Die Szenen sind inhaltlich unterschiedlich dicht gepackt: Die in Szene 38 dargestellte Überquerung des Kanals nimmt verglichen zu anderen Szenen deutlich breiteren Raum ein. Begleitet wird der Hauptfries von einem beschreibenden lateinischen Text, der die Handlung erläutert.
Der Handlungsstrang ist gut nachvollziehbar. Mysteriös bleibt allerdings Szene 15, in der eine mit Ælfgyva bezeichnete und vornehm gekleidete Frau von einem Priester berührt wird. Es ist nicht klar, ob er sie zärtlich streichelt oder ihr ins Gesicht schlägt. In der zur Szene gehörenden Inschrift fehlt das Verb. Übersetzt bedeutet sie etwa Wo ein Priester und Ælfgyva. Dass mit dieser zurückhaltenden Darstellung ein damals weithin bekannter Skandal angedeutet wird, scheint ziemlich sicher. Auf einen sexuellen Charakter des Skandals weist der nackte Mann in der unteren Randborte hin, der in obszöner Haltung dargestellt ist und mit der Bewegung seines linken Armes die Bewegung des Priesters nachzuahmen und gleichzeitig Ælfgyva unter das Kleid zu greifen scheint.
Eine der wenigen Szenen des Bildteppichs, die nach heutigem Wissensstand den Tatsachen nicht entsprechen, ist Szene 18. Graf Conan von der Bretagne lag 1064 im Streit mit einigen bretonischen Rebellen. Einer von ihnen, Riwallon von Dol, bat Herzog Wilhelm um Hilfe. Aus diesem Grund griff Herzog Wilhelm auf seinem bretonischen Feldzug die Stadt Dol an. In Szene 18 wird gezeigt, wie Graf Conan mit Hilfe eines Seils aus der Festung flieht. Diese Darstellung ist jedoch nicht zutreffend, da Conan die Burg Dol noch nicht eingenommen hatte. Conan wurde durch Wilhelms Heer zur Aufgabe der Belagerung gezwungen, rückte dabei aber lediglich ab.

### Szenenfolge

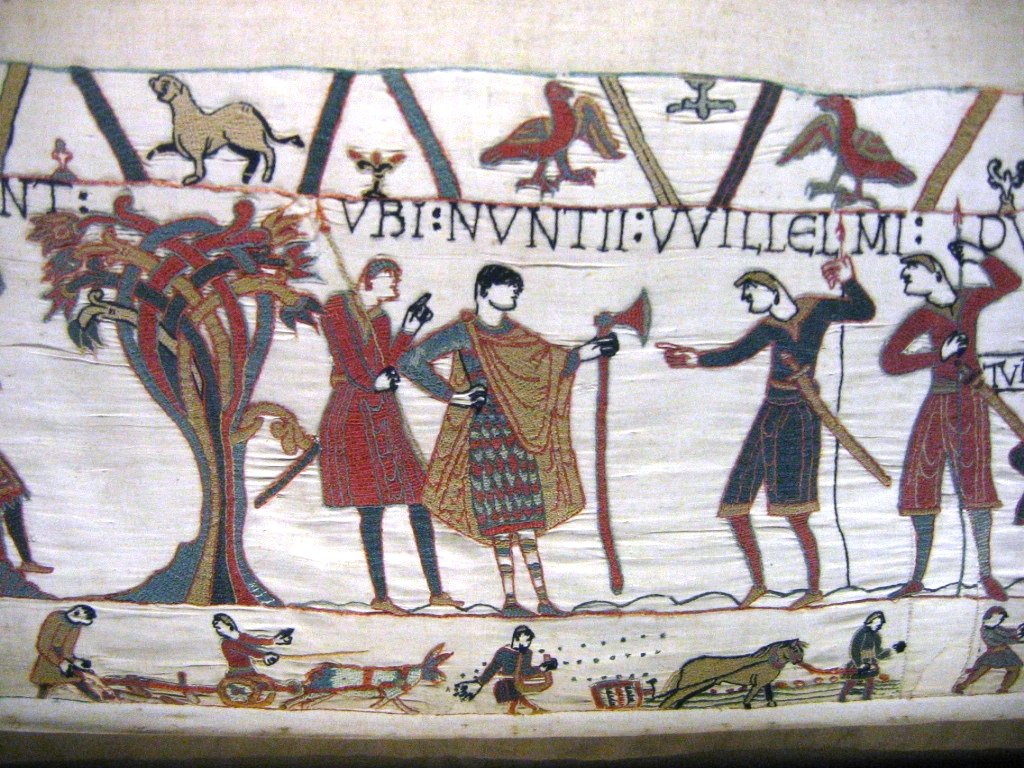
Szene 10: Gesandte Herzog Wilhelms suchen Graf Wido auf – die Randborte zeigt Bauern bei der Frühjahrsbestellung der Felder

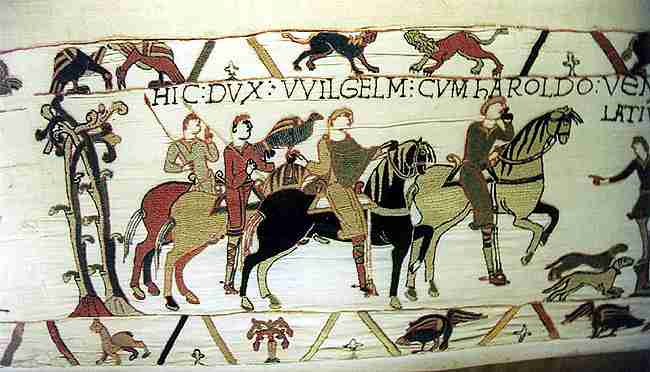
Szene 14: die falkentragende Person ist Wilhelm

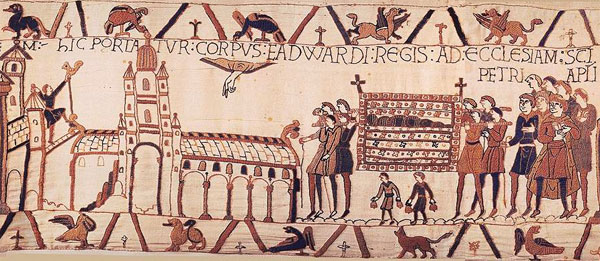
Szene 26: Westminster Abbey, wo König Edward beerdigt wird

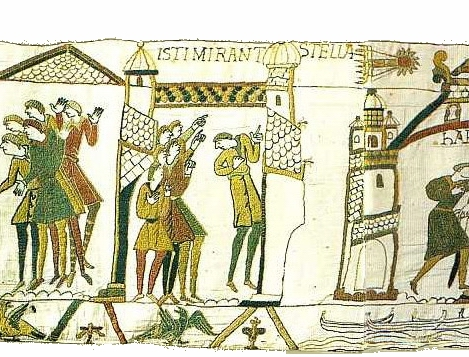
Szene 32 mit dem Kometen Halley

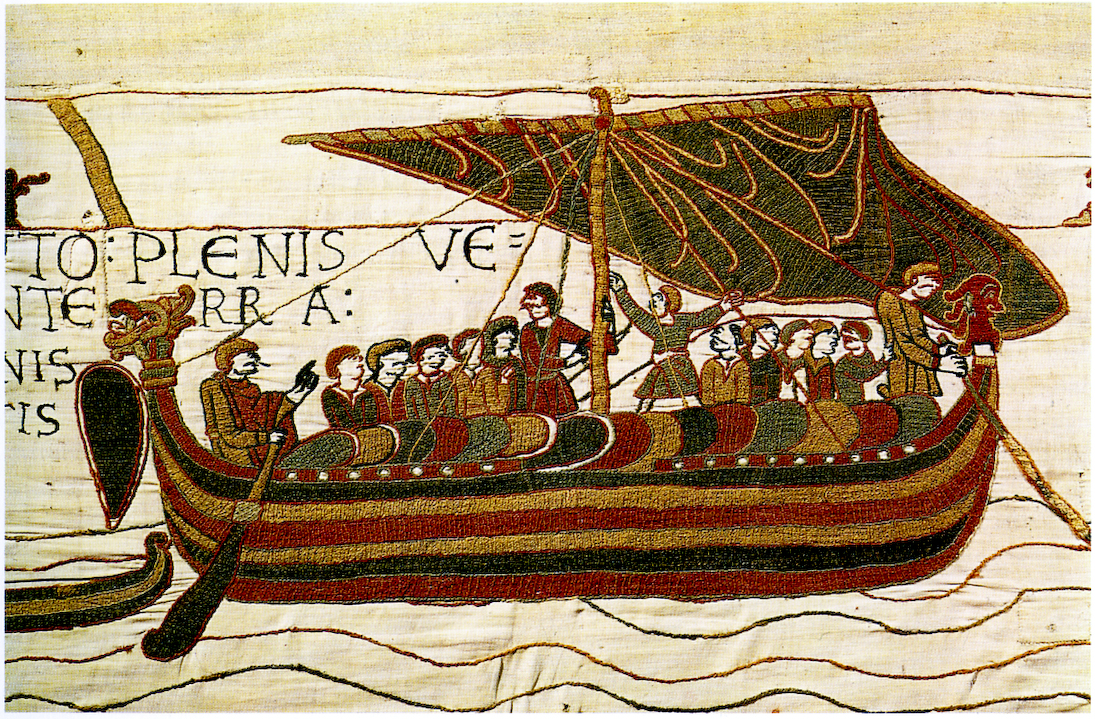
Englisches Schiff

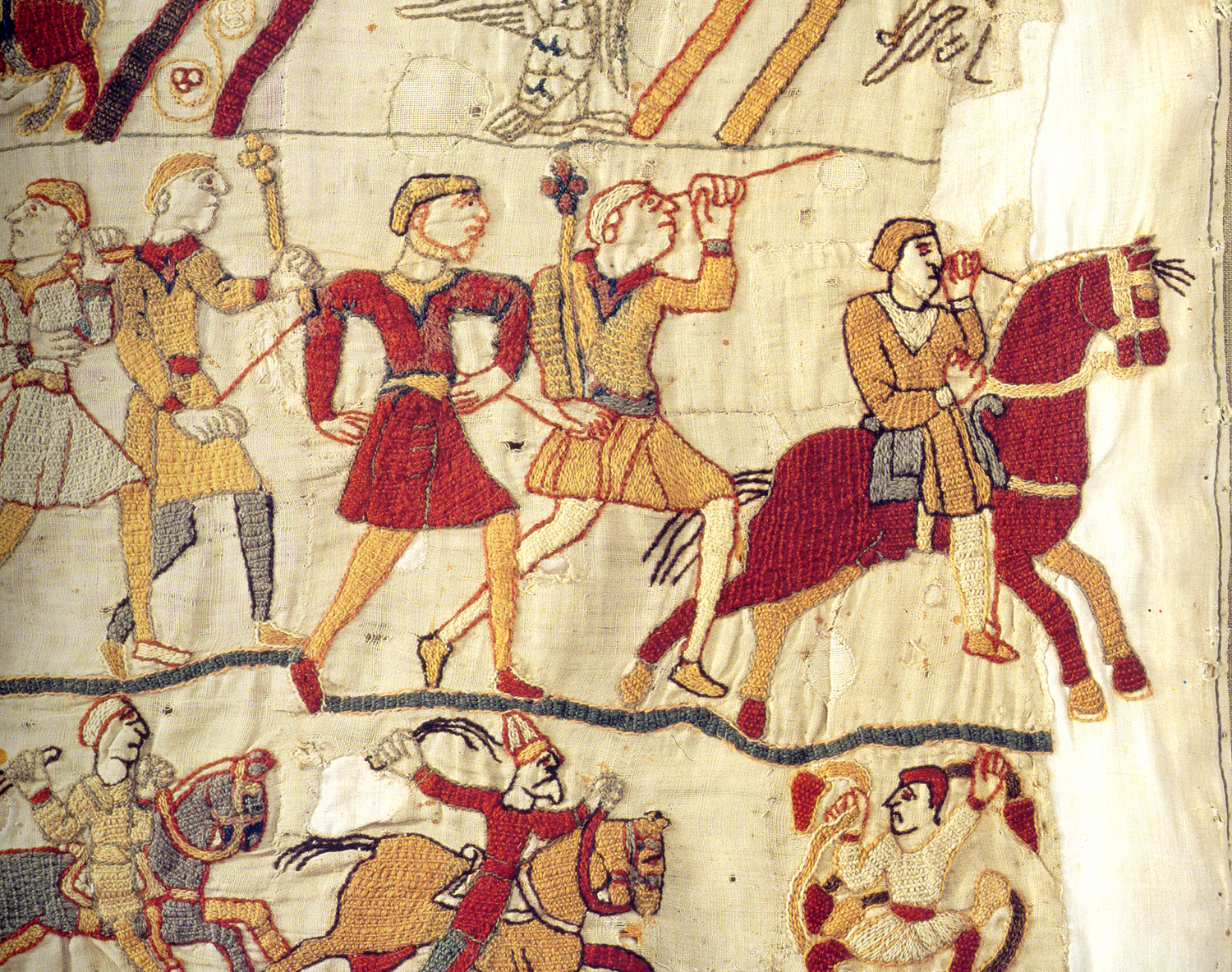
Szene 58 (Ausschnitt): Die fliehenden Engländer

- Szene 1: Zusammentreffen zwischen Eduard dem Bekenner und Jarl Harald Godwinson.
- Szene 2: Harald führt auf seiner Reise zur Küste unter anderem einen Jagdfalken und eine Meute Jagdhunde mit.
- Szene 3: Harald betet in der Kirche von Bosham um Gottes Hilfe für die Reise. Die Reisenden nehmen ihre letzte Mahlzeit an Land ein.
- Szene 4 und Szene 5: Überfahrt nach Frankreich; ungünstige Winde zwingen Harald zur Notlandung an der Küste, die zum Land des Grafen Guido von Ponthieu gehört. Im Hauptfries wird der Graf als Wido bezeichnet.
- Szene 6: Die Engländer gehen an Land.
- Szene 7: Guido von Ponthieu befiehlt seinen Leuten, Harald gefangen zu nehmen.
- Szene 8: Guido von Ponthieu geleitet die Gefangenen zu seinem Schloss.
- Szene 9: Guido von Ponthieu und Harald Godwinson im Gespräch.
- Szene 10: Boten Wilhelms suchen Guido von Ponthieu auf.
- Szene 11: Bewaffnete Reiter galoppieren nach Beaurain.
- Szene 12: Boten informieren Wilhelm über Haralds Lage.
- Szene 13: Guido von Ponthieu liefert Harald an Wilhelm aus.
- Szene 14: Wilhelm begibt sich in Begleitung Harald Godwinsons auf sein Schloss.
- Szene 15: Gezeigt werden eine Frau und ein Priester. Es ist nicht bekannt, auf welches Ereignis die Szene anspielt.
- Szene 16: Harald Godwinson zieht mit Wilhelm in einen Krieg gegen den Grafen der Bretagne.
- Szene 17: Bei einer Flussüberquerung geraten Männer und Pferde in Treibsand. Harald rettet einige der Männer.
- Szene 18: Das normannische Heer rückt nach Dol vor. Graf Conan von der Bretagne flieht.
- Szene 19: Angriff auf Dinan.
- Szene 20: Die Stadt Conan ergibt sich.
- Szene 21: Wilhelm macht Harald Godwinson zu seinem Vasallen.
- Szene 22: Wilhelm und Harald Godwinson kommen in Bayeux an.
- Szene 23: Harald Godwinson schwört den Vasalleneid gegenüber Wilhelm.
- Szene 24: Harald Godwinson segelt zurück nach England, wo man seine Rückkehr bereits erwartet.
- Szene 25: Harald Godwinson trifft erneut mit König Edward zusammen.
- Szene 26: Edward wird einen Tag nach seinem Tod in der Kirche St. Peter Apostel (Westminster Abbey) bestattet. Ein Mann, der dabei ist, einen Wetterhahn anzubringen, und die segnende Hand Gottes über der Kirche deuten an, dass die Beerdigung kurz nach der Einweihung der Kirche am 28. Dezember 1065 stattfand.
- Szene 27: König Edward auf dem Sterbebett.
- Szene 28: König Edward wird für seine Beerdigung vorbereitet.
- Szene 29: Harald Godwinson nimmt die Königskrone an.
- Szene 30 und Szene 31: Harald Godwinson sitzt auf dem englischen Königsthron, zu seiner linken Seite steht der Erzbischof Stigant.
- Szene 32 und Szene 33: Einige Männer zeigen auf einen Kometen, der heute als der Halleysche Komet identifiziert ist.
- Szene 34: Ein Schiff landet an der französischen Küste, um Wilhelm über den Tod König Edwards zu informieren.
- Szene 35: Wilhelm befiehlt den Bau von Schiffen.
- Szene 36: Schiffe werden zu Wasser gelassen.
- Szene 37: Kettenhemden, Waffen und Wein werden zu den Schiffen gebracht.
- Szene 38: Wilhelms Flotte ist unterwegs.
- Szene 39: Pferde werden von Männern an Land geführt.
- Szene 40: Soldaten reiten nach Hastings, um Verpflegung zu beschaffen.
- Szene 41: Einer der Gefolgsleute Wilhelms überwacht die Beschaffung von Proviant.
- Szene 42 und Szene 43: Fleisch wird zubereitet.
- Szene 44: Bischof Odo segnet Essen und Getränke.
- Szene 45: In Hastings wird eine Befestigung gebaut.
- Szene 46 und Szene 47: Die Ereignisse vor der Schlacht; Wilhelm wird von einem Späher unterrichtet, ein Haus wird in Brand gesteckt, eine Frau flieht mit einem Jungen.
- Szene 48: Die Normannen rücken in Schlachtordnung vor.
- Szene 49: Wilhelm wird von Spähern unterrichtet, dass das englische Heer nahe ist.
- Szene 50: Harald Godwinson wird von Spähern vor dem normannischen Heer gewarnt.
- Szene 51: Wilhelm fordert seine Männer auf, tapfer zu kämpfen.
- Szene 52: Zwei von Harald Godwinsons Brüdern fallen in der Schlacht
- Szene 53: Die Schlacht wird durch stürzende Pferde angezeigt.
- Szene 54: Bischof Odo von Bayeux ermutigt das normannische Heer.
- Szene 55: Auf das Gerücht hin, er sei in der Schlacht gefallen, schiebt Wilhelm seinen Helm in den Nacken.
- Szene 56: Harald Godwinsons Heer wird zerschlagen.
- Szene 57: Harald fällt in der Schlacht.
- Szene 58: Die Engländer fliehen.

## Die Randborten
Über den größten Teil der Stoffbahn ist der Hauptfries von zwei Randborten eingefasst, die jeweils etwa neun Zentimeter hoch sind. Auch die Eingangsszene ist links von einer Randborte umgeben. Dargestellt sind in den Randborten unter anderem Tiere, Pflanzen, Menschen, Fabelszenen und Fabeltiere, die vielfältige Beziehungen zum Geschehen auf dem Hauptfries haben. Sie sind durch schräg laufende Balken und gelegentlich auch durch stilisierte Zweige voneinander getrennt, so dass die Randborten einen ornamentalen Charakter haben. Einzelne Fabelszenen lassen sich eindeutig Aesopschen Fabeln zuordnen, so etwa die Fabel vom Fuchs und dem Raben, deren Handlung insgesamt dreimal aufgegriffen wird. Bei anderen ist die Zuordnung umstritten. Es besteht kein Konsens, inwieweit die Fabeln einen Kommentar zur Handlung darstellen. Unter den Schiffen, die Haralds Überfahrt an die französische Küste zeigen, befindet sich beispielsweise eine Illustration von Aesops Fabel vom Affen, der im Namen der Tiere den Löwen bittet, ihr König zu werden. Ein Bezug zur Handlung scheint hier naheliegend.
430 Tiere sind als symmetrische Paare dargestellt, die sich entweder anblicken oder sich die Rückseite zuwenden. Am häufigsten sind Vögel dargestellt. Eindeutig zu identifizieren ist ein Hahnenpaar sowie zwei Paare von Pfauen. Die übrigen Vögel sind nicht eindeutig einer bestimmten Art zuzuordnen, erinnern aber an Gänse, Tauben oder Kraniche. Alle haben übertrieben große Füße, und häufig ist ein oder sogar zwei der Flügel gestreckt. Löwen finden sich ebenfalls häufig in der Randborte dargestellt. Viele haben eine Mähne, bei den mähnenlosen handelt es sich mit Sicherheit um Löwinnen, da sie in ähnlicher Weise gestickt sind. Vergleichbare Löwendarstellungen finden sich in zahlreichen angelsächsischen Handschriften und zählen auch nach der normannischen Eroberung Englands zu den populärsten Motiven der Canterbury-Schule. In den Randborten finden sich auch zwei Kameldarstellungen, die möglicherweise von importierten Seidenstoffen übernommen wurden. Diese könnten auch die Greifdarstellungen des Teppichs von Bayeux inspiriert haben, die sich so nicht in angelsächsischen Handschriften finden.
Einige der Darstellungen in den Randborten deuten die Jahreszeit an, die Länge einer Periode oder kommentieren die Handlungen des Hauptfrieses. So zeigt Szene 10 in der unteren Randborte pflügende und säende Bauern, was darauf schließen lässt, dass Graf Guido von Ponthieu im Frühjahr mit den Boten Wilhelms zusammentraf. Die majestätische Erscheinung des auf einem mit Löwenköpfen verzierten Stuhl sitzenden englischen Königs Edward in Szene 1 wird überhöht durch ein von Löwen flankiertes florales Motiv in der oberen Randborte. In der unteren Borte sitzen zwei ebenfalls von einem Löwenpaar flankierte Vögel, die sich ihr Federkleid putzen. In einigen Fällen ragt der Hauptfries in die Randborte hinein. Das ist beispielsweise bei Szene 38 der Fall, in der die Segel der normannischen Schiffe bis an den Stoffrand reichen. Auf den letzten Szenen des Bildteppichs, in denen die Schlacht von Hastings geschildert wird, dient die untere Randborte auch dazu, Bogenschützen, Tote und Verwundete sowie die Plünderung von Gefallenen wiederzugeben.

## Merkmale der Darstellung

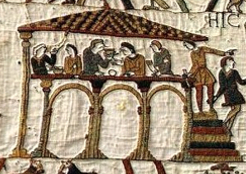
Szene 3 (Ausschnitt): Die letzte Mahlzeit Haralds, bevor er mit seinen Begleitern den Kanal überquert. Mehrere Personen weisen auf die nächste Szene, am auffälligsten bei der rechts vom Baldachin stehenden Person

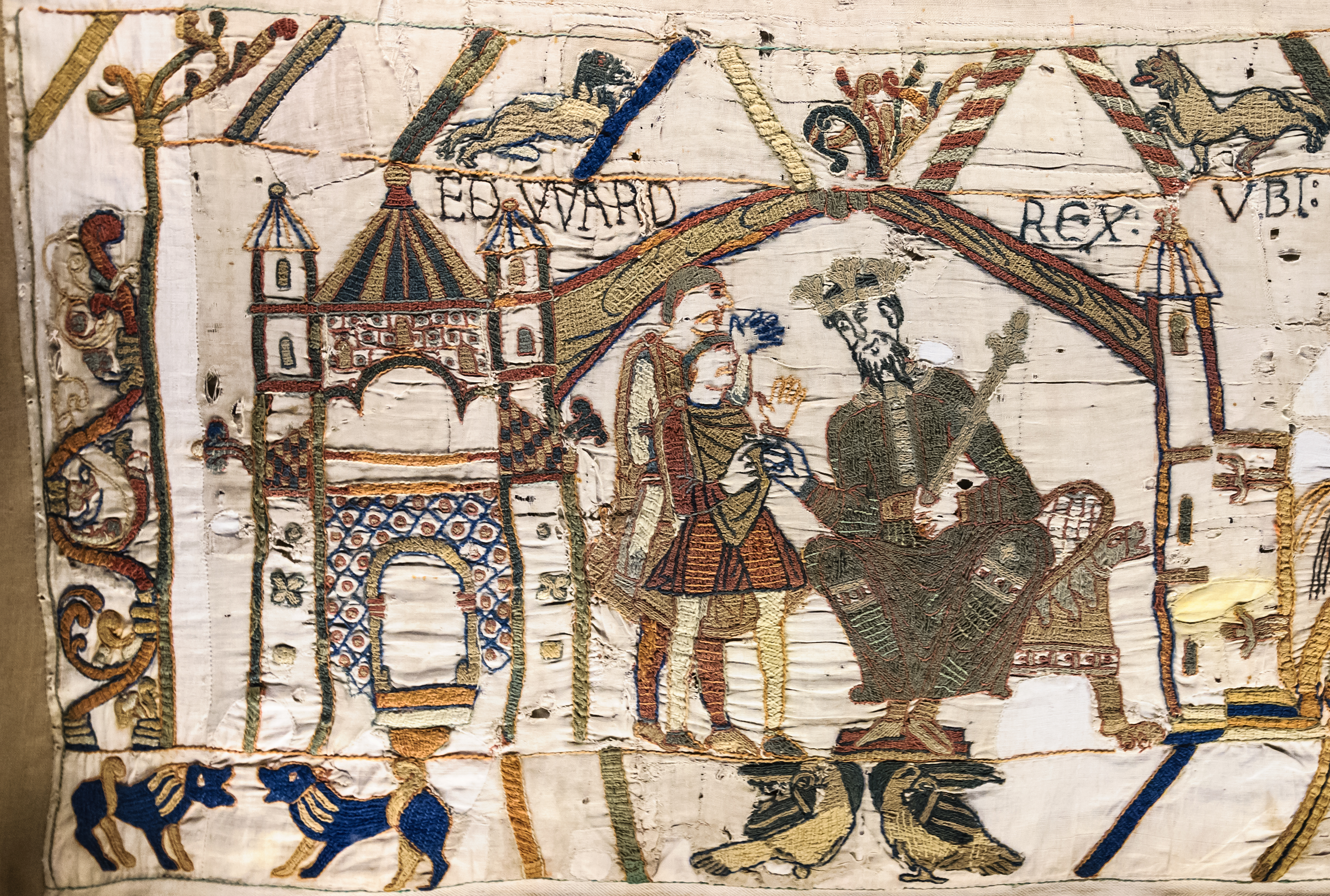
Szene 1: König Edward erteilt Harald den Auftrag, in die Normandie zu reisen

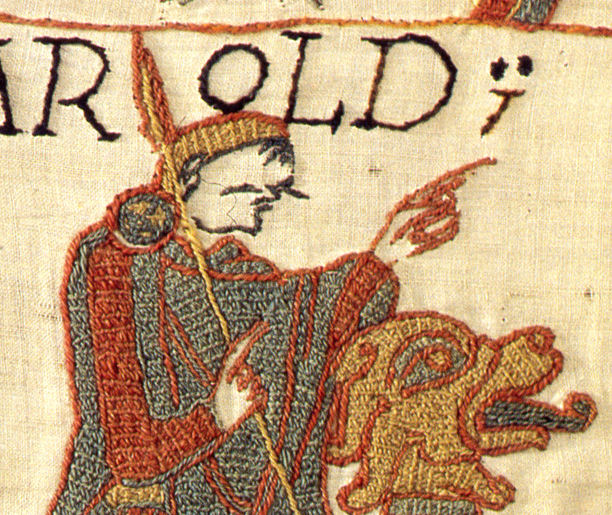
Harold mit einem von einer Fibel zusammengehaltenen Mantel

### Körpersprache und Gestik
Einzelne Szenen sind in der Bedeutungsperspektive dargestellt, das heißt, Größe und Ausrichtung der im Bild dargestellten Personen richtet sich nach deren Bedeutung: Wichtige Protagonisten erscheinen groß, weniger wichtige werden kleiner dargestellt, auch wenn diese sich räumlich vor der anderen Person befinden. Auffällig ist dies in Szene 1, wo der links neben dem en face dargestellten König Edward stehende Harald Godwinson bewusst sehr viel kleiner abgebildet wird.
Die Figuren wirken dünn und schmal, die Beine sind proportional zum Körper lang und die Köpfe klein. Auffallend ist bei vielen Szenen die prägnante Körpersprache der Figuren, die sich deutlich von der ruhigen Ausstrahlung sakraler Bilder dieser Zeit unterscheidet. Ähnlich wie bei sakralen Bildern ist die gewählte Körperhaltung jedoch nicht zufällig; Details der Körperhaltung geben Aufschluss darüber, wie der Entwerfer des Teppichs die Ereignisse deutete und verstand. Sehr gut ist dies in Szene 25 zu beobachten, der Szene, in der der aus der Normandie heimkehrende Harald von König Edward empfangen wird. Im Vergleich zu Szene 1 ist Edwards Gesicht älter; in seiner linken Hand hält er einen Gehstock. Harald nähert sich ihm mit eingeknickten Knien und gekrümmten Schultern, einer Körperhaltung, die Schuldgefühl signalisiert. Ein hinter ihm stehender Mann, dessen Mundwinkel herabgezogen sind, weist mit ausgestreckten Zeigefinger auf den so demütig vor Edward stehenden Harald.
Zeigende Finger, Blickrichtung der Gesichter und die Drehung der Körper treibt häufig die Handlung voran, und Zeigegesten unterstreichen häufig die besondere Bedeutung einzelner Szenen. So weisen beispielsweise mehrere Personen auf den schwörenden Harald. Die Gestik der Hände ist außerdem häufig wesentlich für ein Verständnis der Szenen. Dass König Edward seinem Schwager Harald in Szene 1 einen Auftrag gibt, ist erkenntlich durch den leicht gebeugten Zeigefinger seiner rechten Hand, die auf der Haralds ruht. Harald nimmt den Auftrag an. Dies wird deutlich durch den Akklamationsgestus seiner linken Hand, bei der dem Betrachter die offene Hand mit gestreckten Zeigefinger zugewendet ist. In Szene 3 nimmt Harald seine letzte Mahlzeit vor der Überquerung des Kanals ein und ist dabei in ein Gespräch mit einem unbekannten Mann vertieft. Dass es sich um keine übliche Tischkonversation handelt, wird durch die Handgestik angedeutet. Harald spricht ernsthaft auf sein Gegenüber ein und unterstreicht die Bedeutung seiner Worte durch den zeigenden Finger seiner Hand. Besondere Bedeutung weisen einige Wissenschaftler dem unauffälligen runden Gegenstand bei, der sich zwischen den zwei Personen befindet. Ein Kreis ist häufig als ein heiliges Zeichen zu deuten. Der Kreis wird in der Randborte unterhalb der Szene aufgegriffen. Dort ist eine Szene aus der äsopschen Fabel vom Fuchs und Raben dargestellt. Der Gegenstand, der dem Raben aus dem Schnabel fällt, gleicht dem Gegenstand, der in der Szene vor Harald liegt. Das wird mitunter als Hinweis darauf interpretiert, dass es sich in der Unterhaltung um die Erbfolge dreht. In Szene 27, der Szene, die den sterbenden Edward zeigt, bilden die Hände der vier handelnden Personen ein Oval. Anwesend ist unter anderem Harald sowie ein Geistlicher, der anhand der Tonsur identifizierbar ist. Die am Fußende sitzende Königin Edith weist mit ihrer rechten Hand auf dieses Oval hin. Über dem Oval ist der Vorhang aufgezogen und die um die Säulen gewundenen Vorhangenden laufen in einem Akanthusblatt aus. Beides ist Hinweis, dass hier eine sakrale Handlung stattfindet.

### Frisuren und Tracht
Angelsachsen und Normannen sind in vielen Szenen an ihren unterschiedlichen Frisuren zu unterscheiden. Kennzeichnend für die Angelsachsen ist ein dünner Oberlippenbart und eine Frisur, bei der die Haare bis unter die Ohren reichen. Die Normannen sind bartlos und der Nacken ist hochrasiert. In Szene 24 dagegen, in der Harald Godwinsons Rückkehr nach England gezeigt wird, tragen auch die Angelsachsen keine Schnurrbärte mehr. Es lässt sich heute nicht mehr klären, ob hier der Einfluss französischer Mode gezeigt werden soll oder ob es sich um ein Versäumnis des Entwerfers handelt. In späteren Szenen werden Angelsachsen anscheinend willkürlich mit und ohne Schnurrbart dargestellt.
Der Unterschied in der Kleidung zwischen Normannen und Angelsachsen ist bei genauer Betrachtung auffällig. Gewöhnlich schließt bei Angelsachsen das unten weit geschnittene Wams oberhalb der Knie ab. Das Übergewand der Normannen endet unterhalb der Knie, schließt am unteren Ende mit einer breiten Borte oder mit Fransen und folgt vom Schnitt her stärker den Beinkonturen. Einige der Normannen haben auf den Darstellungen quer über die Beine verlaufende Bänder. Besonders auffällig sind die Strumpfbänder bei der ersten Darstellung von Wilhelm dem Eroberer auf dem Bildteppich (Szene 12). Hier weisen die Strumpfbänder breite Quasten auf.
Auf dem gesamten Teppich finden sich nur drei Frauendarstellungen, so dass sich zu den Frauentrachten sehr viel weniger sagen lässt. Ælfgyva in Szene 15 und die Frau, die in Szene 47 aus dem brennenden Haus läuft, tragen Mäntel oder Kittel mit langem Ärmel. Ob Königin Edith in Szene 27 ein ähnliches Gewand trägt, lässt sich nicht erkennen, da sie zusammengekauert dargestellt ist. Alle drei Frauen haben jedoch ihr Haupt bedeckt, was darauf hinweist, dass sie verheiratet sind.
Edward, Wilhelm und Harald tragen in einigen Szenen knöchellange, faltenreiche Gewänder; Harald ist darin gekleidet, wenn er die englische Königskrone trägt (Szene 30 und 33). Wilhelms herrschaftliche Rolle wird in der Szene, in der er Harald den Vasalleneid abnimmt (Szene 23), gleichfalls durch ein solches Gewand unterstrichen. Mäntel scheinen in ähnlicher Form Macht und Einfluss zu symbolisieren, allerdings ist die Zahl der Mantelträger größer. Beispielsweise trägt in Szene 2, wenn Harald zu seiner Reise aufbricht, das gesamte berittene Gefolge Mäntel. Bei den meisten Darstellungen werden die Mäntel durch eine Fibel auf der rechten Schulter zusammengehalten. Wilhelms Mantel ist in Szene 13, in der Harald zu ihm geführt wird, besonders prächtig; das leuchtend rote Gewand weist unten und an den Vorderseiten Zierborten auf. Auffällig sind zwei Bänder mit verzierten Enden, die vom Halskragen aus nach hinten flattern. Es gibt eine rund fünfzig Jahre ältere Darstellung von Knut dem Großen, die ähnliche Bänder aufweist. Auch dies wird so gedeutet, dass Wilhelm schon sehr frühzeitig als der rechtmäßige Nachfolger auf dem englischen Thron dargestellt wird.

### Waffen, Sattel- und Werkzeug

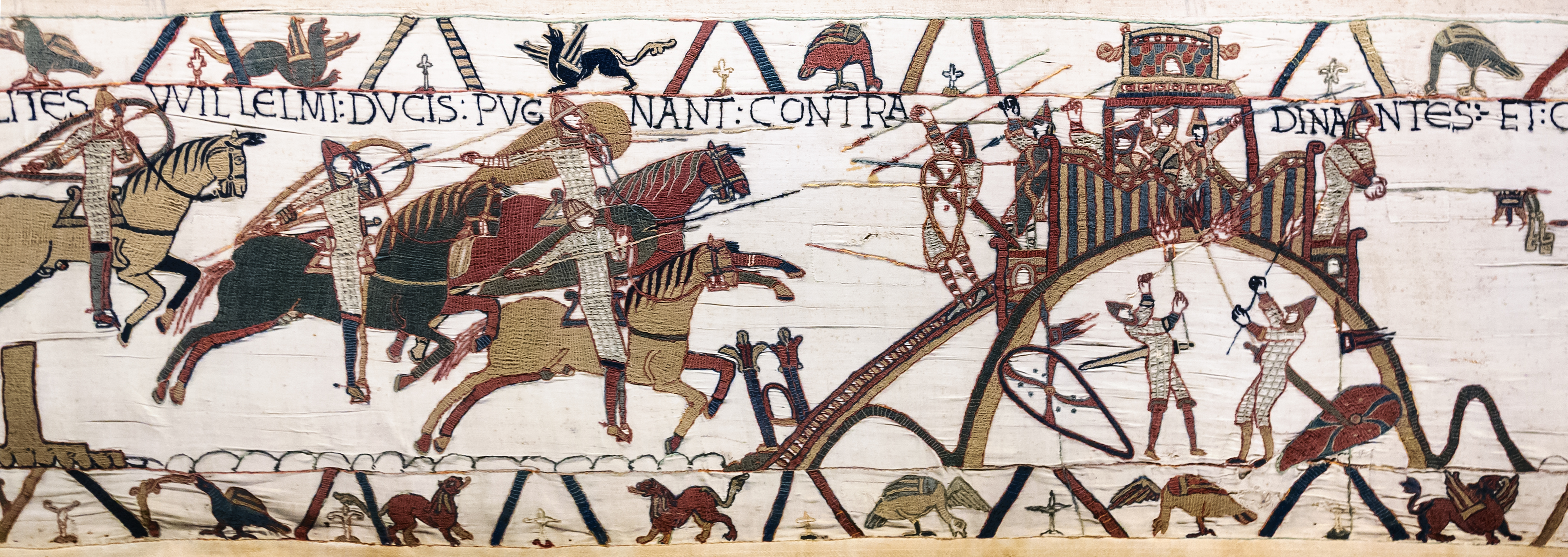
Szene 19 (Ausschnitt): Die Belagerung von Dinan

Der Teppich von Bayeux gibt Einblick darin, welche Waffen und wie sie verwendet wurden. Schwerter werden ausschließlich von Angehörigen der Oberschicht getragen. Das Schwert wurde als Hiebwaffe verwendet, was besonders deutlich in Szene 57 ersichtlich ist, in der Harald Godwinson von einem normannischen Reiter erschlagen wird. Das Schwert ist zugleich Machtsymbol. Darauf weisen die Szenen hin, in denen der auf dem Herzogsthron sitzende Harald sein Schwert zeptergleich mit nach oben gerichteter Spitze hält (beispielsweise Szene 12). Auch der Graf von Ponthieu empfängt in der Szene 9 den gefangenen Harald in dieser Haltung. Harald muss dort sein Schwert abgeben – deutliches Zeichen für den Verlust seiner Macht. Die Szenen geben auch Aufschluss, wie Schwerter getragen wurden. Nach den Darstellungen in Szene 9 wurden Schwerter unter anderem mit zwei Gürtelspangen oder mit einer Gurtschlaufe und einer Spange am Gürtel befestigt.
Äxte werden als Nahkampfwaffe verwendet, und die langschäftige Streitaxt ist ein Symbol der Würde. Sie ist in weit höherem Maße für Angelsachsen charakteristisch als für ihre normannischen Zeitgenossen. Verschiedene Typen von Äxten sind außerdem in der Szene 35 wiedergegeben. Diese Szene ist von großer Wichtigkeit für das Verständnis des Einsatzes von Werkzeugen in mittelalterlicher Zeit. Langschäftige Äxte werden zum Fällen der Bäume verwendet, wobei den Bäumen die Äste vor dem Fällen gekappt werden. Die einzelnen Planken werden mit T-förmigen Äxten geglättet, und eine Darstellung zeigt, wie ein rohes Brett in einem gespaltenen Baumstamm eingeklemmt wird, um es leichter bearbeiten zu können.
Alle auf dem Bildteppich dargestellten Sättel weisen einen hohen Bug und Zwiesel auf. In Szene 10 hält ein mit dem Namen Thurold gekennzeichneter kleinwüchsiger Mann zwei gesattelte, reiterlose Pferde, bei denen deutlich zu erkennen ist, dass der Sattelgurt an der Seite zugeschnallt und unter dem Sattel mit Nieten befestigt ist. Die Steigbügelriemen sind adjustierbar, die Reiter werden gewöhnlich nur mit leicht angezogenen Beinen dargestellt. Die Zügel bestehen aus zwei Riemen. Bei einem der Pferde in Szene 10 sind diese unterhalb der Kinnlade des Pferdes und zur Hand des Reiters hin mit Knöpfen oder Stangen zusammengehalten. Die Reiter tragen an den Füßen Sporen mit Zacken. Radsporen wurden erst später im Mittelalter bekannt.

### Schiffe
Es haben sich keinerlei Überreste erhalten, die auf den Schiffsverkehr zwischen England und der Normandie hinweisen. So erweist sich der Teppich als äußerst hilfreiche Quelle für Versuche, die nordeuropäische Schifffahrt um 1066 nachzuvollziehen.
Schiffszenen dominieren den Teppich: Er zeigt den Bau von Schiffen für die normannische Flotte; in Szene 35 werden dazu Bäume gefällt und in Szene 36 mit einer Bartaxt zu Planken geschlagen. Szene 36 zeigt dann die Endphase des Schiffbaus: Löcher werden vorgebohrt, die Planken mit Nieten verbunden und diese schließlich abgekappt. Die unterschiedlich farbigen Planken könnten ein Hinweis auf die geklinkerte Bauweise sein.
Die Flotte König Wilhelms bestand wohl aus Kriegs- und Transportschiffen. Darüber hinaus sind kleine begleitende Boote zu sehen, die sich im Schlepptau der Flotte befanden. Auch gibt es solche ohne Ruderlöcher, was auf eine Funktion als Lastkahn hindeutet. Die Grundzüge von Boot und Schiff sind allerdings durchgehend identisch. Typisch für Wikingerschiffe, befinden sich auf den Steven drachenähnliche oder figürliche Aufsätze – an vielen der angelsächsischen Schiffen nach außen gerichtet (Szenen 4 und 5). 
Am Dollbord der Schiffe sind Schilde überlappend aneinandergereiht (Szene 24, 38). Der Zweck der Anordnung und die Befestigung sind unklar. Das deckt sich mit Funden wie dem Skuldelev-Schiff (frühes 11. Jhd.) und dem Gokstad-Schiff (9. Jhd.) Zudem gibt es vereinzelt große Schilde an den Stevenenden, die möglicherweise zur Identifizierung der Flotte und ihrer Besatzung dienten, da sie mit Mustern versehen sind.
Die Segel der Schiffe sind in Dreiecksform dargestellt, was im Gegensatz zur eigentlich viereckigen Segelform steht. Vermutlich hatte der Künstler nicht die Mittel, um eine optische Verkürzung abzubilden. Bereits im 10. Jhd. haben die Skandinavier möglicherweise gemusterte Segel angefertigt. Aber das genaue Aussehen der Segel kann nur schwer rekonstruiert werden, da sich die Segel nur selten erhalten haben. Auch in diesem Zusammenhang wird der Teppich gern als Vergleich herangezogen.

## Mögliche Auftraggeber des Teppichs
Der Auftraggeber des Teppichs von Bayeux und seine Intention bei der Auftragsvergabe sind unbekannt. Die lokale Tradition schrieb den Teppich Wilhelms Ehefrau Mathilde von Flandern zu, die ihn gemeinsam mit ihren Hofdamen gestickt haben sollte, um den Sieg ihres Mannes festzuhalten. Dies wurde schon im frühen 19. Jahrhundert angezweifelt. Zwar wurden durchaus im Haushalt einer Königin anspruchsvolle Textilarbeiten ausgeführt, aber aufgrund der Dimension der Arbeit und der Erzählweise wird Mathilde als Urheberin des Werkes in der heutigen Literatur verworfen. Es besteht breiter Konsens, dass es sich um eine Auftragsarbeit handelt, die in einer professionellen Werkstatt ausgeführt wurde. Der Kunsthistoriker George Beech ist einer der wenigen, die nach wie vor Königin Mathilde als Auftraggeberin des Teppichs in Erwägung ziehen. Als wahrscheinlichster Auftraggeber gilt Wilhelms Halbbruder Odo von Bayeux. Daneben werden der französische Adelige Eustace II. von Boulogne sowie Edith von Wessex, Witwe von König Eduard und Schwester von Harald Godwinson, als mögliche Auftraggeber diskutiert.

### Odo von Bayeux

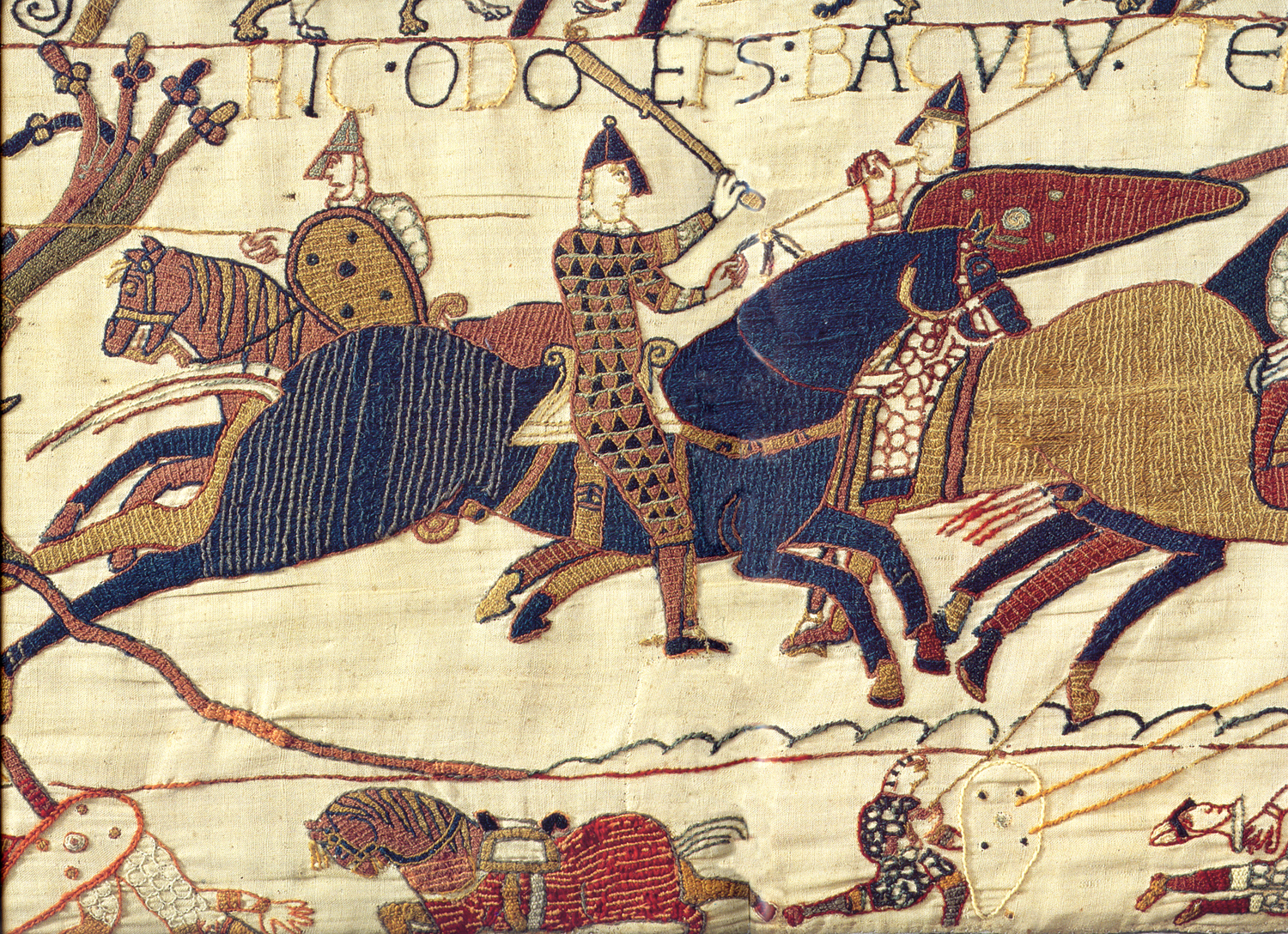
Odo von Bayeux

Herzog Wilhelm entstammte einer außerehelichen Beziehung des normannischen Herzogs Robert I. mit der Lohgerbertochter Herleva. Kurz nach der Geburt des zweiten Kindes aus dieser Beziehung wurde Herleva mit Herluin von Conteville, einem Lehensmann von Herzog Robert, verheiratet. Aus dieser Ehe stammt Odo von Bayeux, der seinem Halbbruder Wilhelm unter anderem den Bischofsstuhl von Bayeux verdankte. Nach der Eroberung Englands erhielt der schon von zeitgenössischen Quellen als ehrgeizig und eitel beschriebene Bischof die Grafschaft Kent und wurde zum mächtigsten und reichsten adligen Grundbesitzer Englands. Damit gehörte zu seinem unmittelbaren Einflussbereich auch Canterbury, das nach Ansicht vieler Kunsthistoriker der Entstehungsort des Teppichs ist.
Odo von Bayeux gilt als einer der möglichen Auftraggeber des Teppichs, da er in der Darstellung eine größere Rolle in der Schlacht spielte, als ihm zeitgenössische Quellen beimessen. Er taucht in vier entscheidenden Szenen der Darstellung auf und wird in drei Szenen namentlich genannt. Während der Beratung vor der Invasion Englands berät er Herzog Wilhelm, beim Mahl nach der Landung in Pevensey spricht er den Segen, er dominiert den Kriegsrat vor der Schlacht von Hastings, und in den entscheidenden Szenen der Schlacht ist er derjenige, der das normannische Heer zum Angriff ermutigt.
Verbindungen lassen sich auch zu mindestens zwei weiteren, eher obskuren Personen herstellen, die auf dem Teppich namentlich genannt werden. Das Domesday Book belegt, dass zwei Männer mit Namen Wadard beziehungsweise Vital Lehensmänner des Bischofs waren, die nach der Eroberung Englands in Kent Landbesitz erhielten.
Die Auftraggeberschaft des Bischofs Odo liefert zudem eine plausible Erklärung, wie der Teppich in den Besitz der Kathedrale von Bayeux gelangte. Wegen der säkularen Handlung der Abbildungen ist es allerdings unwahrscheinlich, dass der Teppich ursprünglich als Schmuck für die 1077 eingeweihte Kathedrale bestimmt war. Aufgrund der neutralen Darstellung der Ereignisse wird vermutet, dass der Entwerfer der angelsächsischen Seite nahestand und aus diesem Grund der Teppich diese Doppeldeutigkeit aufweist.

### Eustace von Boulogne

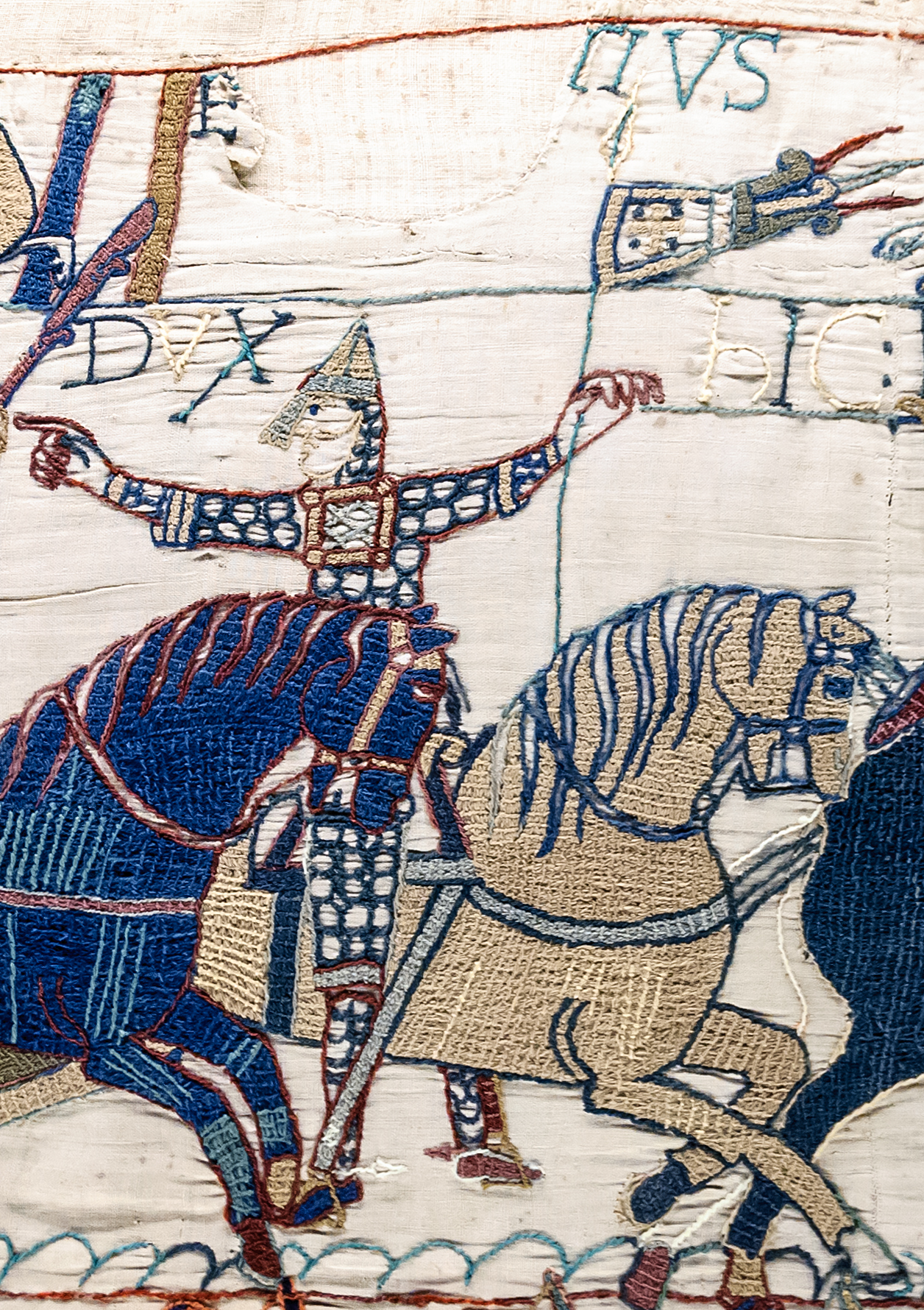
Darstellung Eustachs von Boulogne auf dem Teppich von Bayeux

Der Teppich von Bayeux hebt in seinen Schlachtszenen neben Herzog Wilhelm und Bischof Odo ausdrücklich Eustace von Boulogne durch namentliche Nennung hervor. Graf Eustace war kein Normanne, sondern Franzose, und befehligte in der Schlacht von Hastings den rechten Flügel, der aus französischen und flämischen Kämpfern bestand. Sowohl von väterlicher und mütterlicher Seite stammte er von Karl dem Großen ab, allerdings nicht in direkter männlicher Linie. Seine karolingische Abstammung und Zugehörigkeit zum französischen Hochadel wird auch von den zeitgenössischen Chroniken betont. In erster Ehe war er mit Godgifu verheiratet, einer Schwester des englischen Königs Eduard. Die Ehe blieb allerdings ohne Nachkommen, und Godgifu starb schon vor 1049. Warum Graf Eustace sich entschied, Herzog Wilhelm bei seinem Eroberungsfeldzug zu unterstützen, ist heute nicht mehr nachvollziehbar. Eine Rolle könnten dabei seit Jahrzehnten bestehende Zwistigkeiten zwischen dem Grafen und der Godwin-Familie gespielt haben, die mit Harald Godwinson nun den englischen König stellte. Herzog Wilhelm scheint jedoch Zweifel an der Zuverlässigkeit seines Allianzpartners gehegt zu haben. Als Pfand für sein Wohlverhalten während des normannischen Feldzuges musste Graf Eustace seinen Sohn als Geisel in Bayeux zurücklassen.
Zeitgenössische Quellen messen Graf Eustace ein unterschiedliches Gewicht in der Schlacht von Hastings bei. Wilhelm von Poitiers behauptet, Graf Eustace habe Herzog Wilhelm während der Schlacht zum Rückzug gedrängt und wäre bei seiner Flucht vom Schlachtfeld in den Rücken verwundet worden. Das kurz nach der Schlacht entstandene Carmen de Hastingae Proelio berichtet von Graf Eustace als einem der Helden der Schlacht, der Wilhelm im Schlachtgetümmel das Leben rettete und ihm sein Pferd zur Verfügung stellte, nachdem Wilhelms getötet wurde.
Sofern Graf Eustace der Auftraggeber des Teppichs war, handelte es sich wahrscheinlich um ein Versöhnungsgeschenk an Odo von Bayeux. Der Graf beging im Jahre 1067 den Fehler, das zum Herrschaftsgebiet von Bischof Odo gehörende Dover anzugreifen. Der Angriff blieb erfolglos, Graf Eustace floh in die Boulogne und wurde von König Wilhelm seiner englischen Besitztümer enthoben. Erst in den 1070er Jahren kam es wieder zu einer Versöhnung zwischen Graf Eustace, König Wilhelm und Bischof Odo. Dieses Szenario liefert eine plausible Erklärung, warum Bischof Odo auf dem Teppich so hervorgehoben wird, und erklärt auch die Nennung von Graf Eustace. Als Erklärung für die neutrale Darstellung der Ereignisse muss ähnlich wie bei Odo von Bayeux darauf zurückgegriffen werden, dass ein der angelsächsischen Seite nahestehender Entwerfer des Teppichs ihm seine Neutralität verlieh.

### Edith von Wessex
Herzog Wilhelm wurde zwar am Weihnachtstag 1066 zum englischen König gekrönt, er hatte zu dem Zeitpunkt jedoch nur Teile Englands erobert und musste in den Jahren 1067 bis 1072 seinen Anspruch auf den englischen Thron nicht nur gegen weitere skandinavische Angriffe, sondern auch gegen englische Rebellen durchsetzen. Sein Verhalten in diesen Jahren war von einem starken Misstrauen gegenüber dem eingesessenen angelsächsischen Adel geprägt. Der englische Chronist Wilhelm von Malmesbury schrieb über diese Zeit, dass er die einflussreichsten Engländer erst ihrer Einnahmen, dann ihres Landes und einige von ihnen auch ihres Lebens beraubte. Das Domesday Book belegt, dass die angelsächsische Königswitwe Edith von Wessex als eine der wenigen Ausnahmen von dieser normannischen Landnahme weitgehend verschont blieb. Sie behielt ihre Ländereien in Wessex, in Buckinghamshire, East Anglia und den Midlands. Angesichts der Tatsache, dass sich König Eduard nach seiner Thronbesteigung nicht scheute, die Ländereien seiner Mutter, der Königswitwe Emma von der Normandie zu beschlagnahmen, ist die Großzügigkeit Wilhelms gegenüber der Witwe seines Vorgängers und Schwester seines Gegners Harald Godwinson bemerkenswert. Edith von Wessex war darüber hinaus das einflussreichste Mitglied der Godwin-Familie, nachdem vier ihrer Brüder in den Schlachten des Jahres 1066 gefallen waren und sich ihr einziger überlebender Bruder Wulfnoth in normannischer Geiselhaft befand.
Zeitgenössische Chroniken beschreiben Edith von Wessex als ungewöhnlich gebildete Frau, die in den letzten Jahren der Regentschaft ihres Mannes großen Einfluss ausübte. Kurz nach Wilhelms Krönung handelte sie für die Stadt Winchester eine friedliche Einigung mit dem neuen englischen König aus und trug ihren Teil zur Tributzahlung an Wilhelm bei. Als unmittelbaren Lohn für ihre Unterstützung erhielt sie von Wilhelm das Recht, ihren Witwensitz in Winchester beizubehalten. Auch der Chronist Wilhelm von Poitiers hebt ihre Unterstützung Wilhelms nach seiner Krönung ausdrücklich hervor. Edith von Wessex lässt sich ebenso wenig wie Bischof Odo oder Graf Eustace als Auftraggeber des Teppichs von Bayeux sicher belegen. Sie kommt als solche jedoch in Frage, da dies die neutrale Darstellung der normannischen Eroberung auf dem Teppich von Bayeux schlüssig erklären würde. Sie selbst ist am Sterbebett Eduards abgebildet, und der Teppich von Bayeux hält nicht nur den Tod ihres Bruders Harald, sondern auch den ihrer Brüder Gyrth und Leofwine Godwinson fest. Möglich ist auch, dass es sich bei dem bärtigen Mann, der in Szene 14 gemeinsam mit Harald Godwinson und Wilhelm dargestellt wird, um ihren Bruder Wulfnoth handelt. Da Edith von Wessex 1075 starb, hätte sie den Teppich in einem Zeitraum in Auftrag gegeben, in dem Odo von Bayeux in England eine Macht ausübte, die der eines Vizekönigs gleichkam. Dies würde erklären, warum Odo von Bayeux auf dem Teppich so prominent herausgestellt ist. Graf Eustace war ihr Schwager, so dass sich über diese familiäre Verbindung auch dessen namentliche Nennung erklären würde. Als Königin hatte sie die königliche Kleiderkammer verwaltet und verfügte daher über Verbindungen zu zahlreichen Klöstern, die solche Textilarbeiten ausführten. Sie ist außerdem nachweislich die Auftraggeberin der Vita Ædwardi Regis, der Lebensgeschichte ihres Mannes, in der auch die Leistungen ihres Vaters Godwin von Wessex breiten Raum einnehmen. Auffällig ist hier vor allem die Ähnlichkeit zwischen der Darstellung der Todesszene auf dem Teppich von Bayeux und der Schilderung der letzten Stunden in der Vita Ædwardi Regis. Vor diesem Hintergrund scheint es möglich, dass Edith von Wessex auch den Teppich von Bayeux in Auftrag gab.

## Aufbewahrungs- und Rezeptionsgeschichte

### Mittelalter bis Französische Revolution

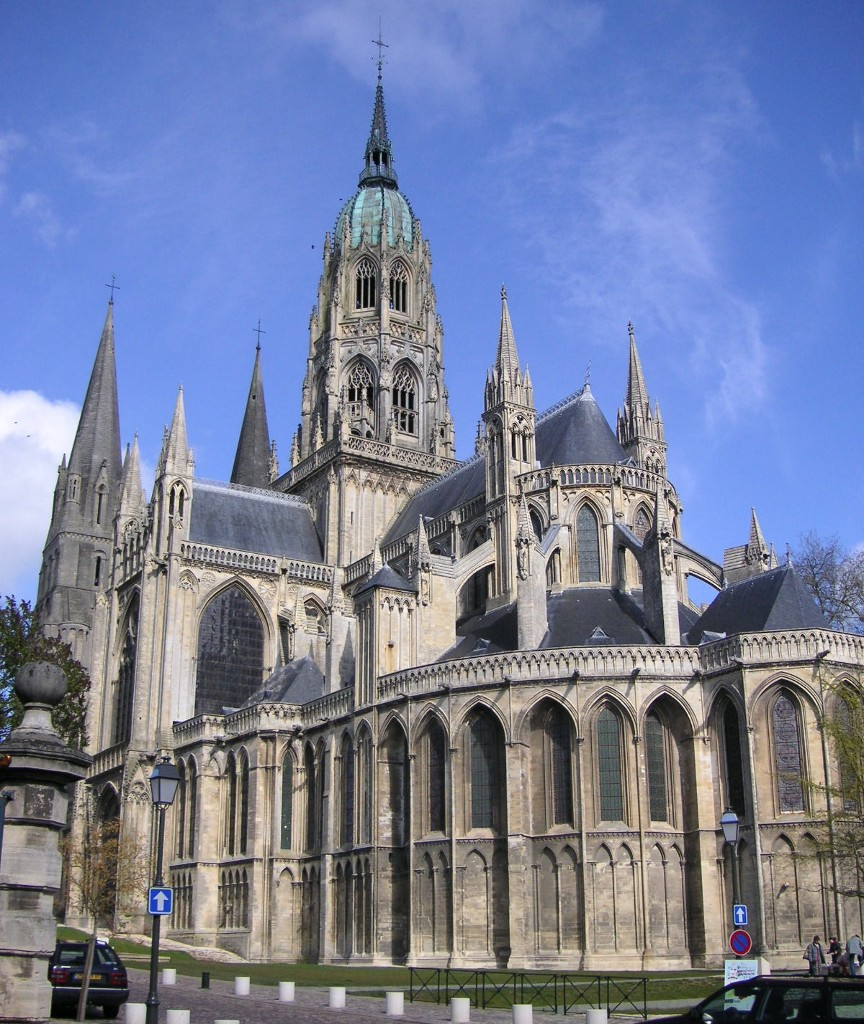
Ostansicht der Kathedrale von Bayeux

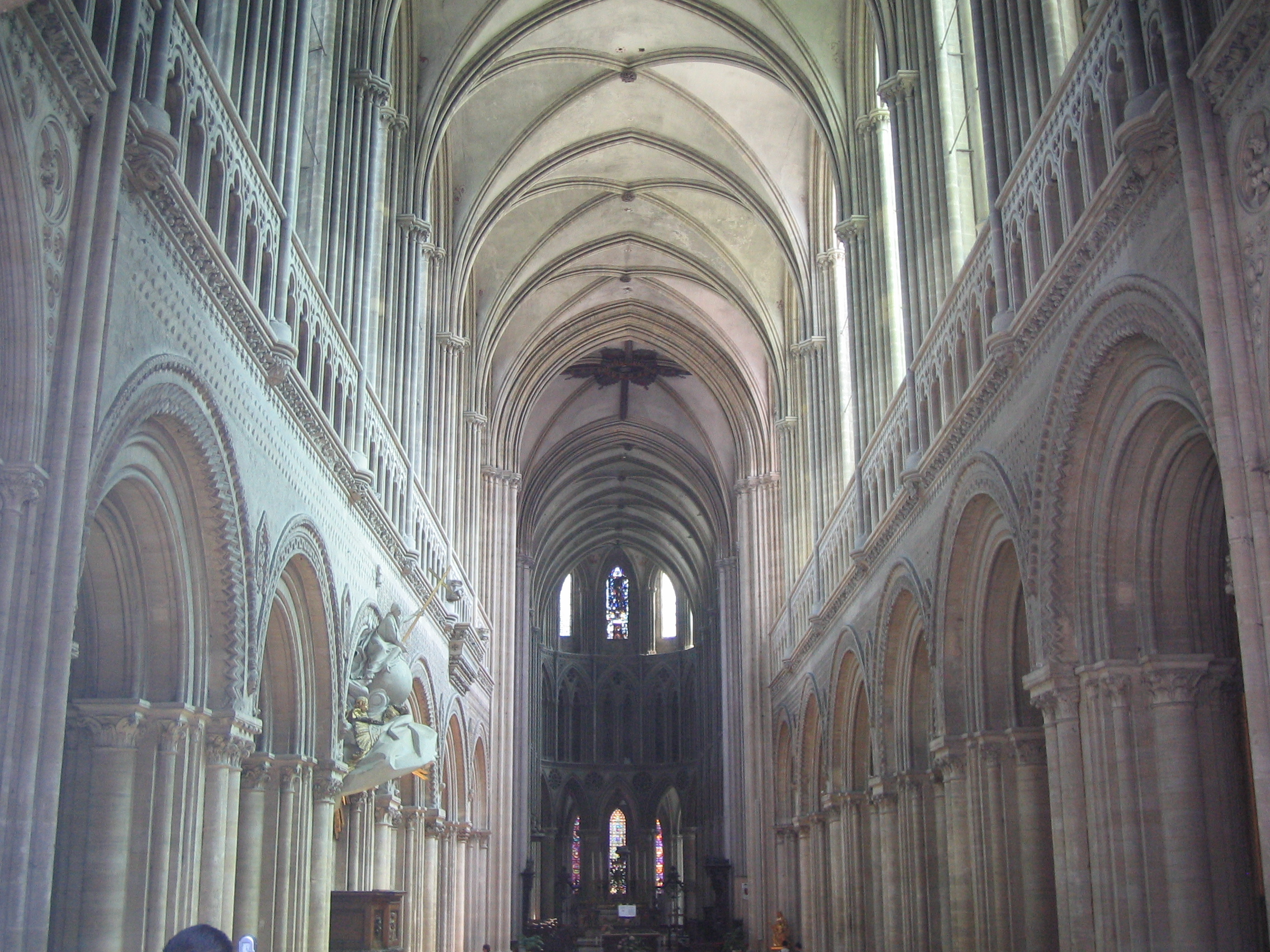
Das Kirchenschiff der Kathedrale von Bayeux

Das älteste Zeugnis, das als Hinweis auf den Teppich von Bayeux gedeutet werden kann, ist ein zwischen 1099 und 1102 verfasstes Gedicht des Abtes Balderich von Bourgueil, das Adela von Blois, der Tochter von Wilhelm, gewidmet war. Ein Teil des Gedichtes beschreibt detailliert einen Wandbehang in der Kammer der Königstochter, und die beschriebene Szenenfolge dieses Wandbehangs findet sich so auch auf dem Teppich von Bayeux wieder. Das beschriebene Bildwerk ist jedoch mit Sicherheit nicht mit dem Teppich von Bayeux identisch, da der Abt von einem in Gold, Silber und Seide gearbeiteten Wandbehang spricht und der Teppich von Bayeux zu groß für eine Kammer gewesen wäre. Es ist möglich, dass Wilhelms Tochter tatsächlich eine in edleren Materialien gearbeitete kleine Kopie des Teppichs von Bayeux besaß. Es kann sich bei dieser Beschreibung aber auch um einen literarischen Kunstgriff des Abtes gehandelt haben, der zwar den Teppich von Bayeux genau kannte, ihn aber bewusst anders erscheinen ließ.
Die ältesten eindeutigen Hinweise auf den Teppich von Bayeux finden sich in einem Verzeichnis der Kathedrale Notre-Dame de Bayeux aus dem Jahre 1476. Hier findet sich auch die erste Erwähnung, dass der Teppich jährlich im Kirchenschiff aufgehängt worden sei.
Für die darauf folgenden fast 250 Jahre sind keine schriftlichen Erwähnungen bekannt, erst zu Beginn des 18. Jahrhunderts wurde man auf den Teppich wieder aufmerksam. Im Nachlass von Nicolas-Joseph Foucault, einem ehemaligen Intendanten der Normandie, der seine Papiere der Bibliothèque du Roi vermachte, befand sich eine stilisierte Zeichnung der ersten Teppichszenen. 1724 machte ein Wissenschaftler mit dem Namen Antoine Lancelot die Académie Royale des Inscriptions et Belles-Lettres auf diese Zeichnung aufmerksam und veröffentlichte wenig später im Journal der Akademie einen Artikel mit einer Reproduktion der Zeichnung. Dem Benediktinermönch und Wissenschaftler Bernard de Montfaucon gelang es schließlich, das Vorbild für die Zeichnung ausfindig zu machen. Montfaucon veranlasste auch, dass ein Zeichner die weiteren Szenen abzeichnete, und veröffentlichte 1729 im ersten Band von Les Monuments de la Monarchie française zunächst die Anfangsszenen und im zweiten, 1732 erschienenen Band die übrigen Szenen. Montfaucon berichtete auch, dass nach lokaler Überlieferung der Teppich von Wilhelms Ehefrau Mathilde gestickt worden sei.
Während der Französischen Revolution ging der Teppich fast verloren: 1792 verhinderte das Eingreifen des Bayeuxer Stadtrats Lambert Léonard-Leforestier, dass der Teppich als Plane für einen Wagen verwendet wurde, der Waren zu einem Militärlager transportieren sollte. Zwei Jahre später bewahrte eine in Bayeux kurz zuvor gegründete Kunstkommission den Teppich davor, in Stücke zerschnitten und als Dekoration für einen Festtag benutzt zu werden.

### 19. Jahrhundert
1803 veranlasste Napoleon Bonaparte, der zu dem Zeitpunkt noch Pläne für eine Invasion Großbritanniens hegte, den Teppich im Louvre auszustellen. 1804 kehrte der Teppich von Paris nach Bayeux zurück und wurde dort an unterschiedlichen Orten aufbewahrt, jedoch nicht mehr in der Kathedrale ausgestellt. Zu größeren Beschädigungen des Teppich kam es, als man ihn einige Zeit auf zwei Zylinder aufrollte, um ähnlich wie bei einem chinesischen Rollbild durch Auf- und Abrollen der Zylinder jeweils einzelne Ausschnitte zu zeigen. Zwischen 1818 und 1820 fertigte der englische Zeichner Charles Alfred Stothard im Auftrag der antiquarischen Gesellschaft von London eine farbige Kopie des Teppichs und schuf durch seine sorgfältige Untersuchung des Teppichs auch die Basis für die Restaurierung der beschädigten Stellen. 1842 wurde die Rückseite des Bildteppichs neu gefüttert und der Teppich in einem gesonderten Raum der öffentlichen Bibliothek von Bayeux hinter Glas gezeigt. Das für die Fütterung verwendete Leinen ist vermutlich das, das noch heute vorhanden ist. Mitte der 1880er Jahre stellte eine Gruppe englischer Frauen unter Leitung der Textilkünstlerin Elizabeth Wardle eine Kopie des Teppichs her, die seit 1895 in Reading ausgestellt ist. Die Kopie, an deren Fertigstellung die etwa vierzig Frauen rund zwei Jahre arbeiteten, ist weitgehend originalgetreu. Entsprechend dem moralischen Kodex des Viktorianischen Zeitalters zensierten die Engländerinnen allerdings die explizite Darstellung männlicher Genitalien, die sich an einigen Stellen in der Randborte des Originals befinden.
Die Reaktionen des Publikums auf den Teppich waren immer sehr geteilt. Der englische Kunsthistoriker und Maler John Ruskin bezeichnete ihn als faszinierend. Charles Dickens dagegen empfand ihn als eine Arbeit nur sehr begrenzt fähiger Amateure.

### 20. Jahrhundert
Nach dem Beginn des Zweiten Weltkrieges im Jahre 1939 wurde der Teppich zunächst in einem Bunker unter dem Bischofspalais in Bayeux aufbewahrt. Nachdem 1940 deutsche Truppen weite Teile Frankreichs besetzt hatten, begann sich vor allem die Forschungsgemeinschaft Deutsches Ahnenerbe e. V., eine ideologisierte Forschungseinrichtung der Nationalsozialisten, für den Teppich zu interessieren, der aus ihrer Sicht primär die Kampfkraft nordischer Völker zelebrierte und damit geeignet schien, für die behauptete Überlegenheit der „arischen Rasse“ einen Beleg zu erbringen. Die Forschungsgruppe unter Leitung von Herbert Jankuhn ließ den Teppich zunächst in die Abtei von Juyae-Mondaye bringen, um ihn besser untersuchen und fotografieren zu können. 1941 wurde der Teppich dann in ein Kunstdepot nahe Le Mans verlegt. Dort blieb der Teppich bis 1944, dann wurde er vermutlich auf Befehl von Heinrich Himmler nach Paris gebracht und in einem Keller des Louvre deponiert, um ihn vor Kriegsschäden zu bewahren. Am 21. August 1944 versuchten SS-Offiziere ebenfalls auf Befehls Himmlers, den Teppich noch aus dem Louvre zu holen und nach Berlin zu verbringen. Die Straßen rund um den Louvre waren jedoch zu dem Zeitpunkt schon in der Hand französischer Widerstandskämpfer, so dass der Teppich dort verblieb. Nach der Befreiung von Paris wurde er gegen Ende des Jahres 1944 einen Monat lang im Salle des Primitifs des Louvres öffentlich ausgestellt. Nach Bayeux kam der Teppich erst wieder 1945. Am 6. Juni 1948, dem 4. Jahrestag der Landung der Alliierten, wurde der damalige Ausstellungsraum im alten Bischofshof feierlich eingeweiht.
Im Nachlass des deutschen Textilarchäologen Karl Schlabow fand sich 2025 im Landesarchiv Schleswig-Holstein ein Fragment von der Unterseite des Teppichs von Bayeux, den er 1941 im besetzten Frankreich gemeinsam mit anderen Wissenschaftlern um Herbert Jankuhn für die Forschungsgemeinschaft Deutsches Ahnenerbe neu vermessen hatte. Das Fragment soll an Frankreich zurückgegeben werden.

### 21. Jahrhundert
Die Aufnahme des Teppichs von Bayeux in das Weltdokumentenerbe im Jahre 2007 unterstreicht die Bedeutung, die heute diesem Werk der Textilkunst beigemessen wird. Zur Bedeutung des Teppichs trägt bei, dass nur sehr wenig vergleichbare Werke der Textilkunst aus dem frühen Mittelalter erhalten sind. Auf Grund dieses Mangels lässt sich nicht klären, ob der Teppich von Bayeux von zeitgenössischen Betrachtern als ein herausragendes Werk oder als eine eher alltägliche Arbeit eingeordnet wurde.
2025 wurde bekannt, dass ein kleines Fragment des Teppichs seit 2022 vom Landesarchiv in Schleswig verwahrt wird und nach einer Präsentation auf Schloss Gottorf an Frankreich zurückgegeben werden soll. Das Fragment hatte sich zuvor im Nachlass des Textilarchäologen Karl Schlabow (1891–1984) befunden.
Während Sanierungsarbeiten am Museum in Bayeux soll der Teppich von Herbst 2026 bis Juli 2027 im British Museum in London im Rahmen einer Leihe ausgestellt werden. Zur Vorbereitung wird das Museum in Bayeux schon ab September 2025 nicht mehr zugänglich sein. Im Gegenzug werden Exponate aus Großbritannien an Museen in der Normandie ausgeliehen, darunter die Lewis-Schachfiguren und Funde der Ausgrabungsstätte Sutton Hoo. Die Leihe war 2018 vom französischen Staatspräsidenten Emmanuel Macron und der britischen Premierministerin Theresa May vorgeschlagen worden. Zwischenzeitlich war die Transportfähigkeit des Teppichs aufgrund der dokumentierten Schäden in Form von 24.204 Flecken, 16.445 Falten, 30 Risse und 9646 Lücken in Frage gestellt worden.

## Inspiration
Bis 2017 fertigte die kanadische Künstlerin Sandra Sawatzky in neun Jahren eine 67 Meter lange episch-narrative Stickerei an, die sie Black Gold Tapestry nannte. Das Kunstwerk – das sich in der Ausführung deutlich an den historischen Teppich von Bayeux anlehnt – bebildert in acht Tafeln die Entdeckung, Erforschung und Nutzung der Erde, doch insbesondere den Raubbau an der Natur. Am Beginn steht die Verschiebung tektonischer Platten und am Ende steht der Übergang zu erneuerbaren Energiequellen. Acht Tafeln ihrer handgestickten Arbeit wurden zum hunderfünfzigsten Jahrestag der Kanadischen Konföderation 2017 im Glenbow Museum in Calgary gezeigt, später auch im Ausland ausgestellt.

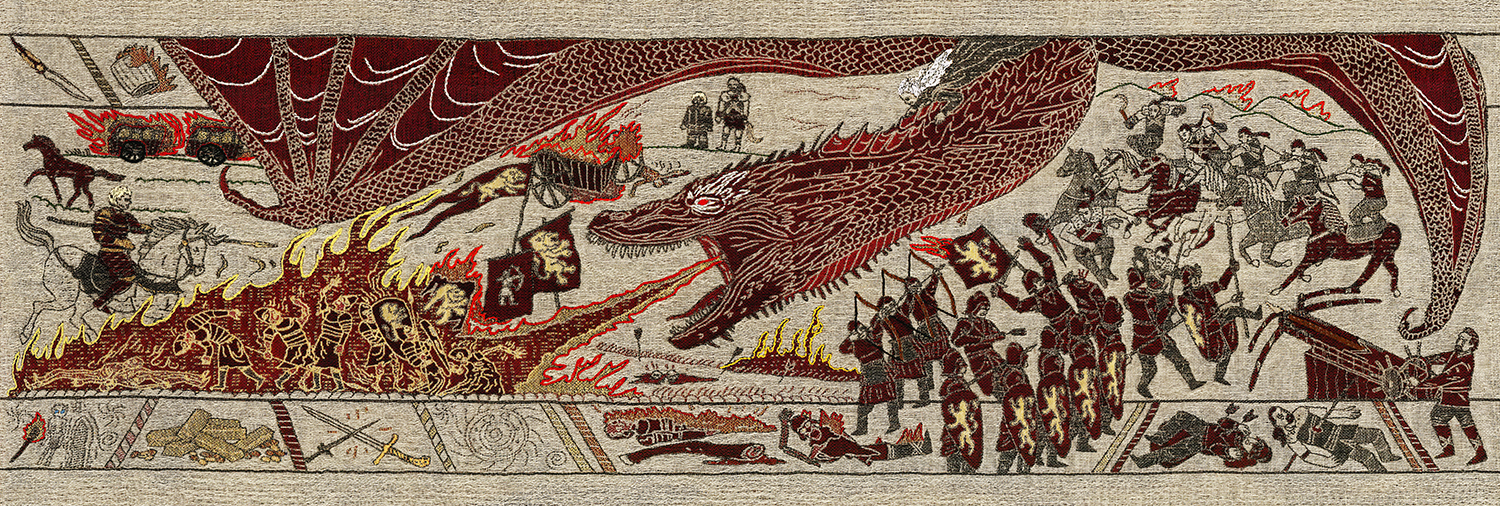
Game-of-Thrones-Wandteppich nach dem Vorbild des Wandteppichs von Bayeux von 2017

Offizieller Wandteppich der Fantasy-Serie Game of Thrones. Zu sehen ist der Sieg von Daenerys Targaryen in der Schlacht auf dem Goldweg über ein Lennister-Heer aus der siebten Staffel. Er wird ausgestellt im Ulster Museum in Belfast, Nordirland.

### Bayeux Memes
Der Teppich und seine Darstellunsgweise sind eine beliebte Inspiration für mittelaterliche Meme-Generatoren, insbesondere seit der Entwicklung des Historic Tale Construction Kit 2002 durch Björn Karnebogen und Gerd Jungbluth, Studenten an der Kunsthochschule für Medien Köln. Daraus sind eine Fülle an Bayeux Memes entstanden.

## Video
Nachfolgendes Video liefert eine Gesamtansicht des Teppichs von Bayeux.
|  |